# قائمة البعثات الدبلوماسية الإسبانية

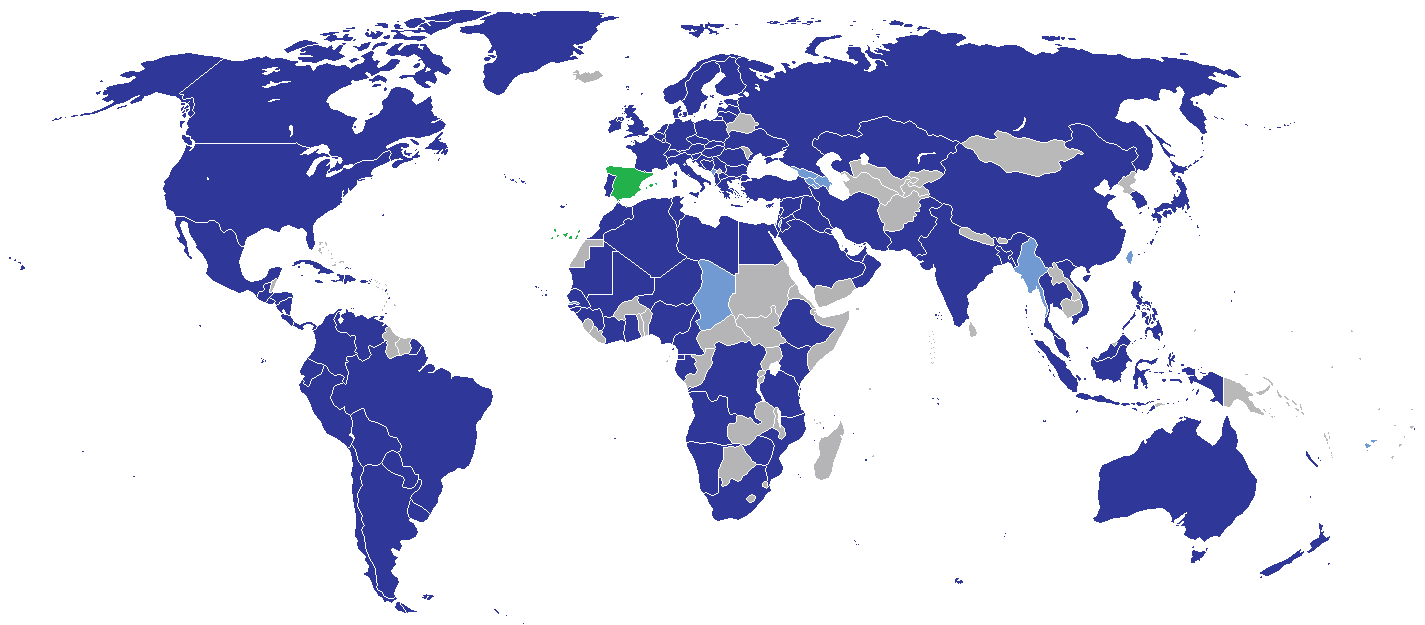
البعثات الدبلوماسية الإسبانية

هذه قائمة بالبعثات الدبلوماسية الإسبانية، باستثناء القنصليات الفخرية. إسبانيا لديها تواجد دبلوماسي كبير على مستوى العالم بشبكة تضم 118 سفارة.

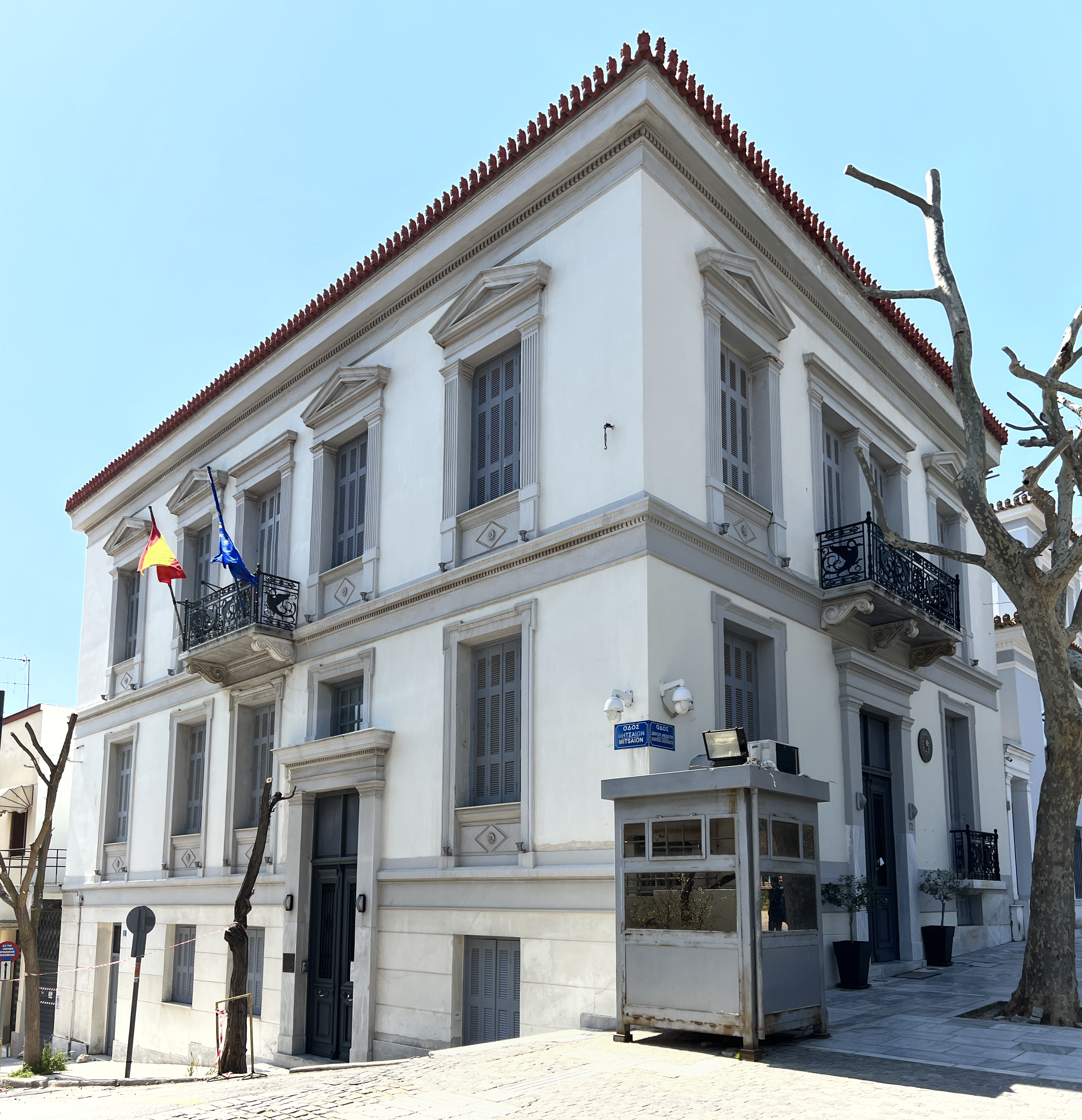
السفارة الإسبانية في أثينا

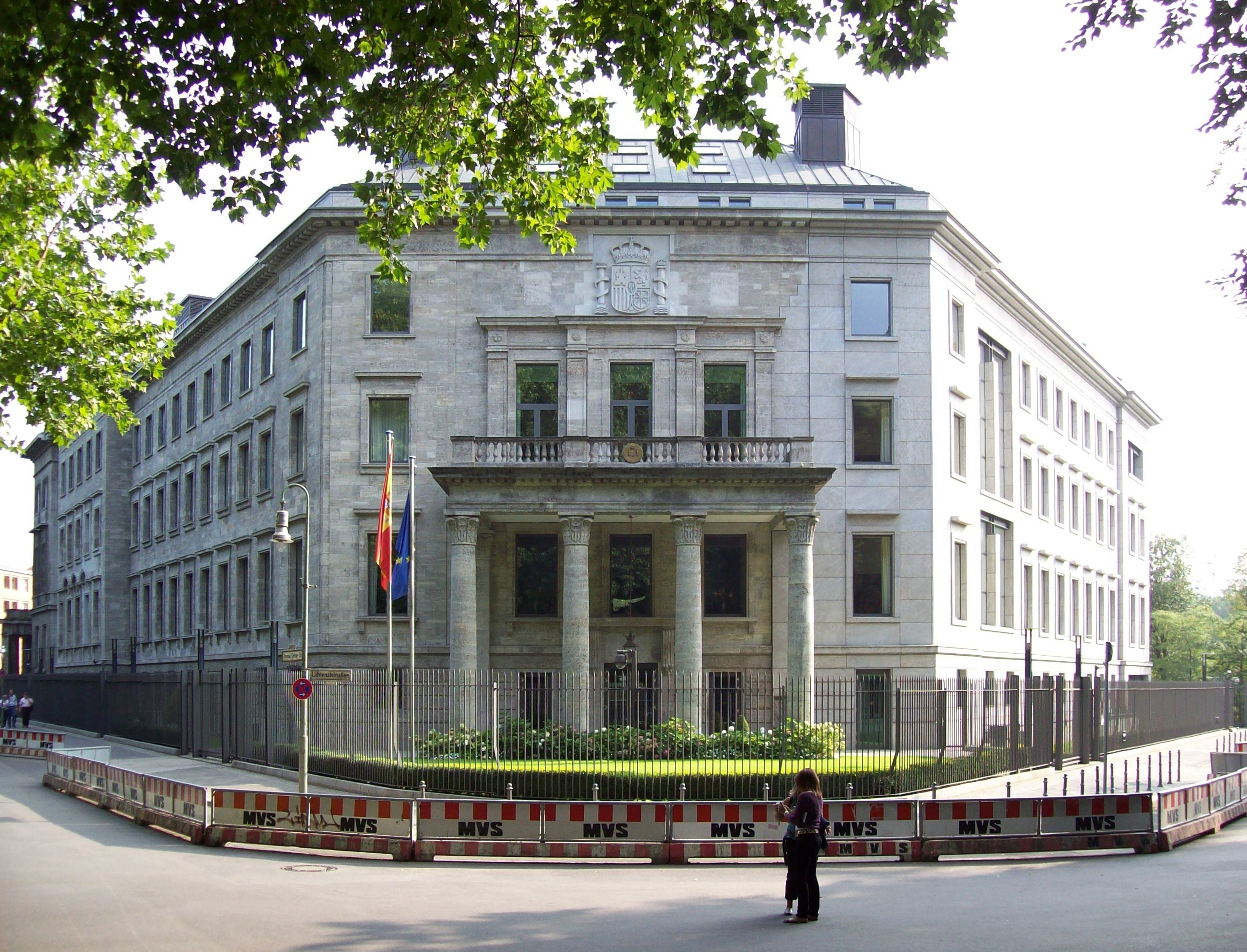
السفارة الإسبانية في برلين

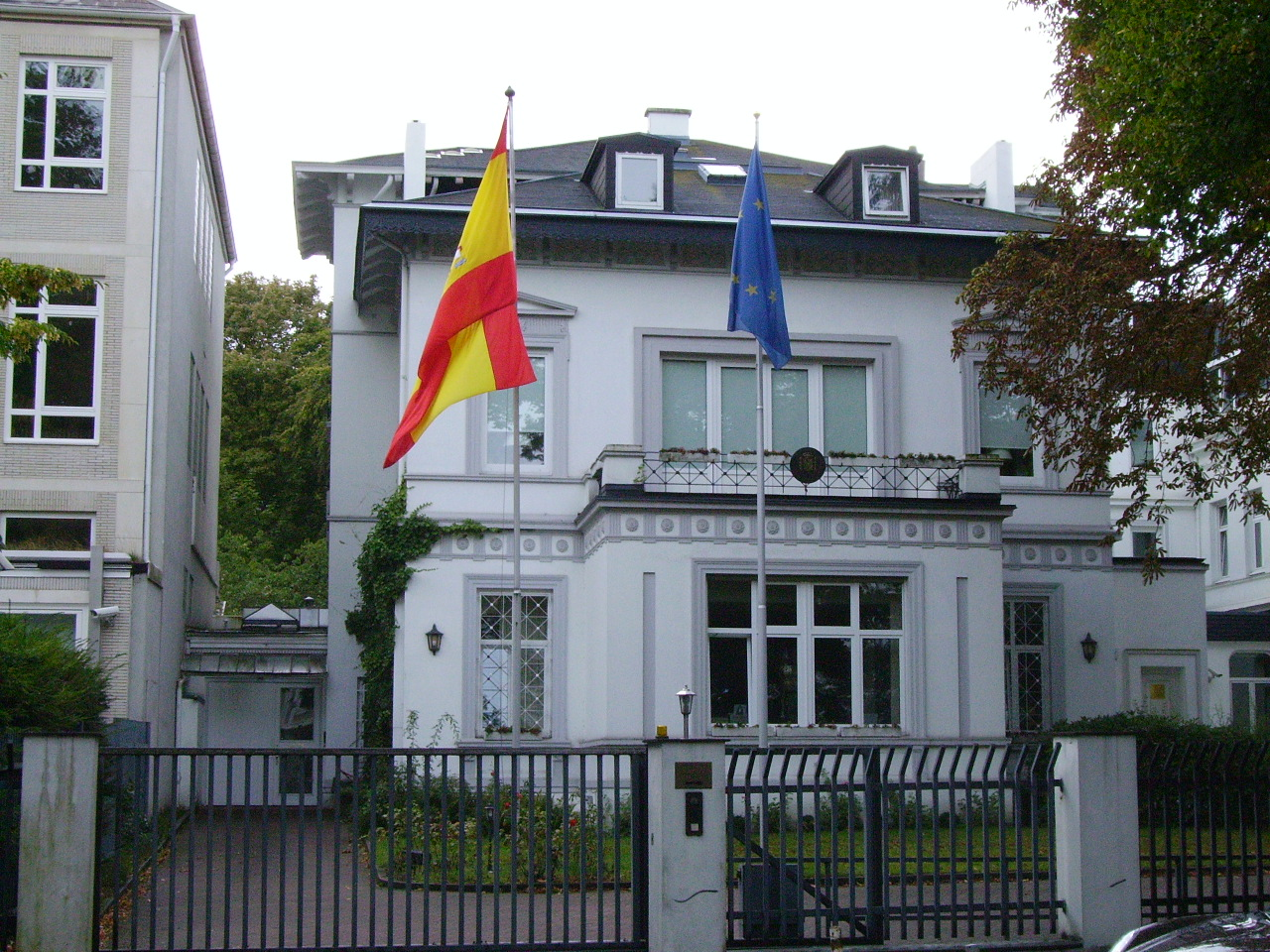
القنصلية العامة الإسبانية في هامبورغ

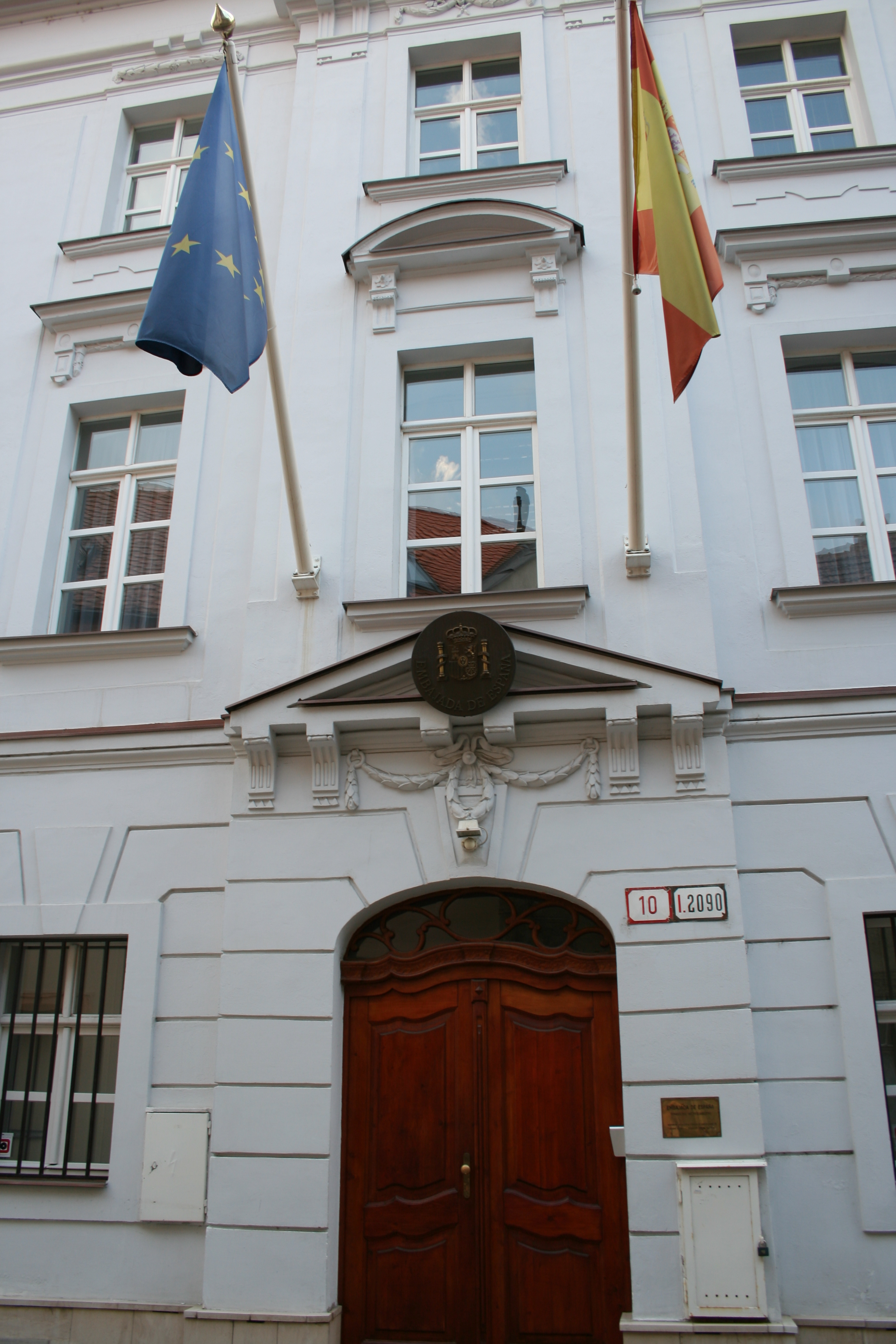
السفارة الإسبانية في براتيسلافا

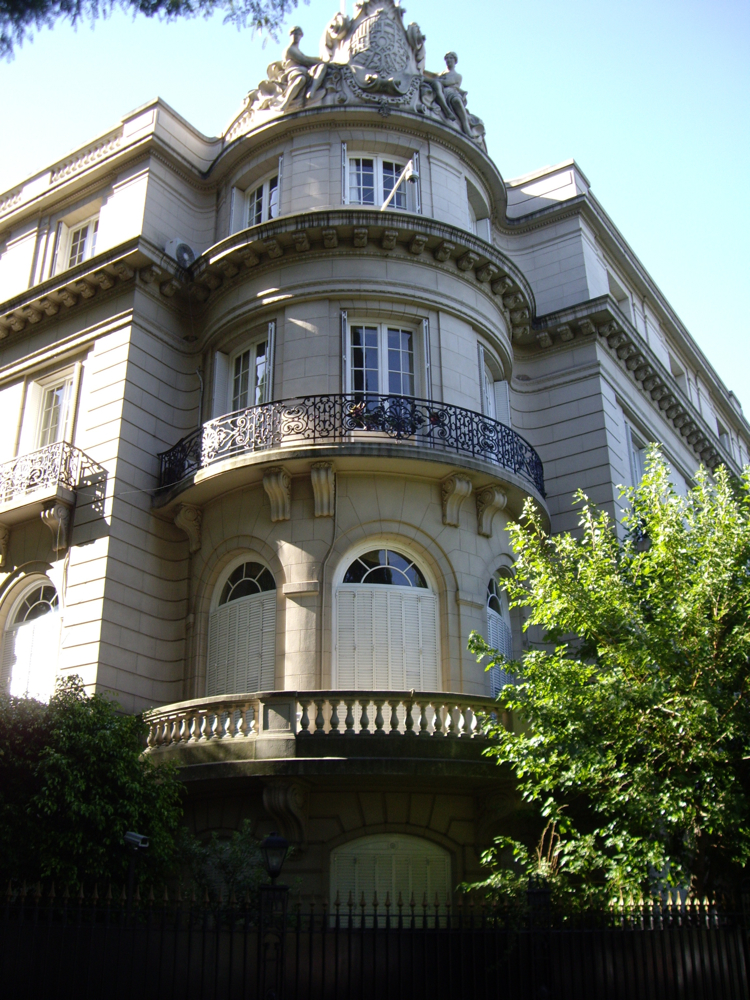
السفارة الإسبانية في بوينس آيرس

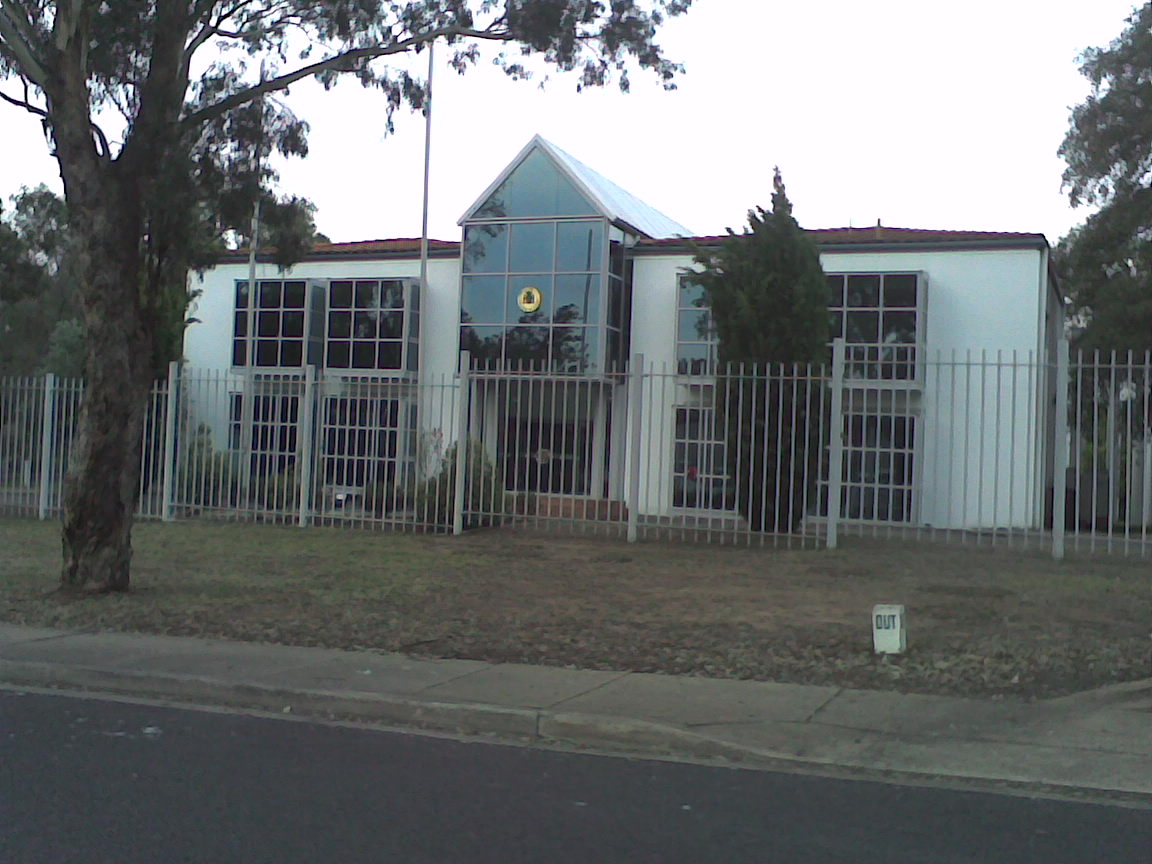
السفارة الإسبانية في كانبرا

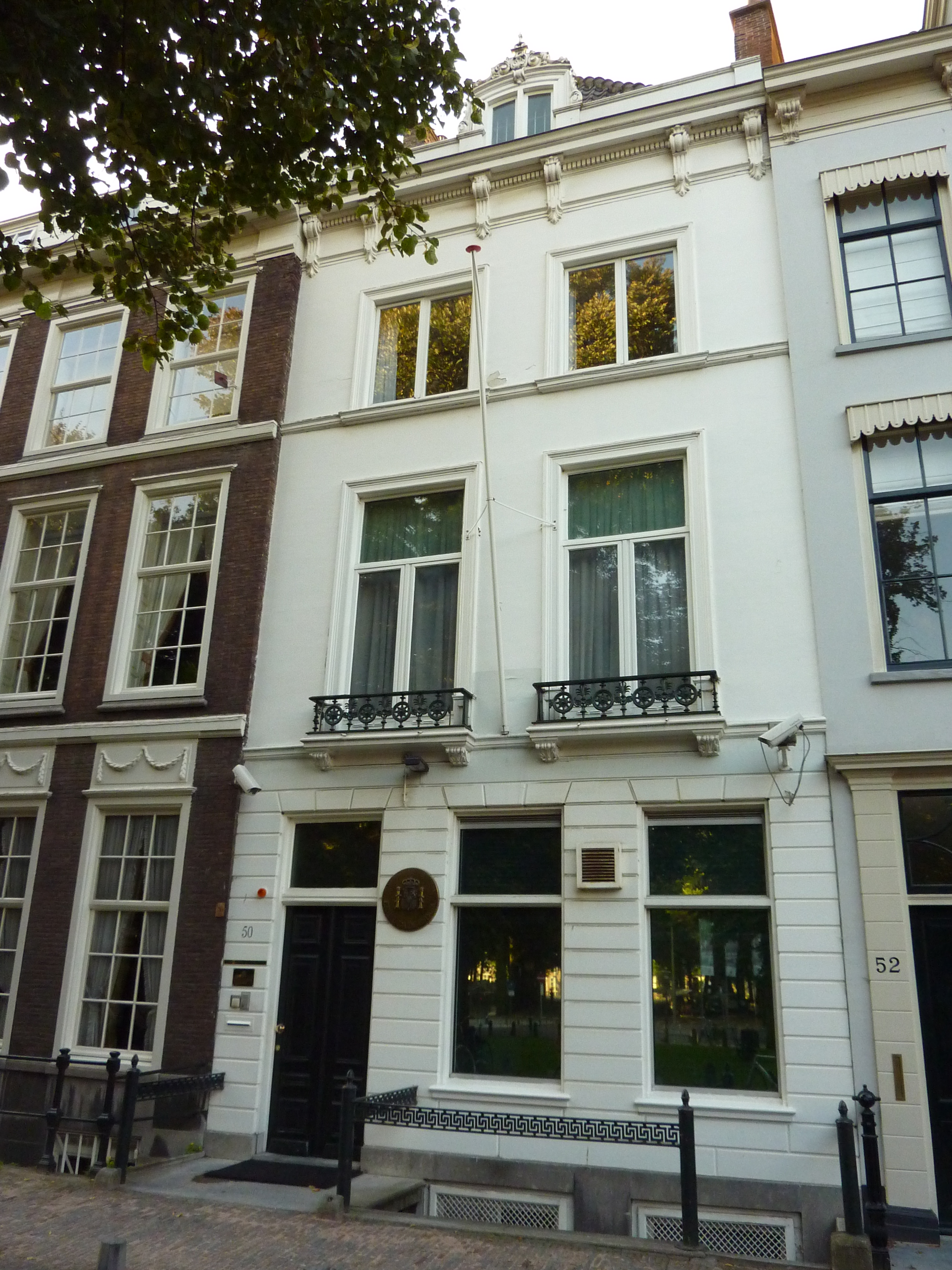
السفارة الإسبانية في لاهاي

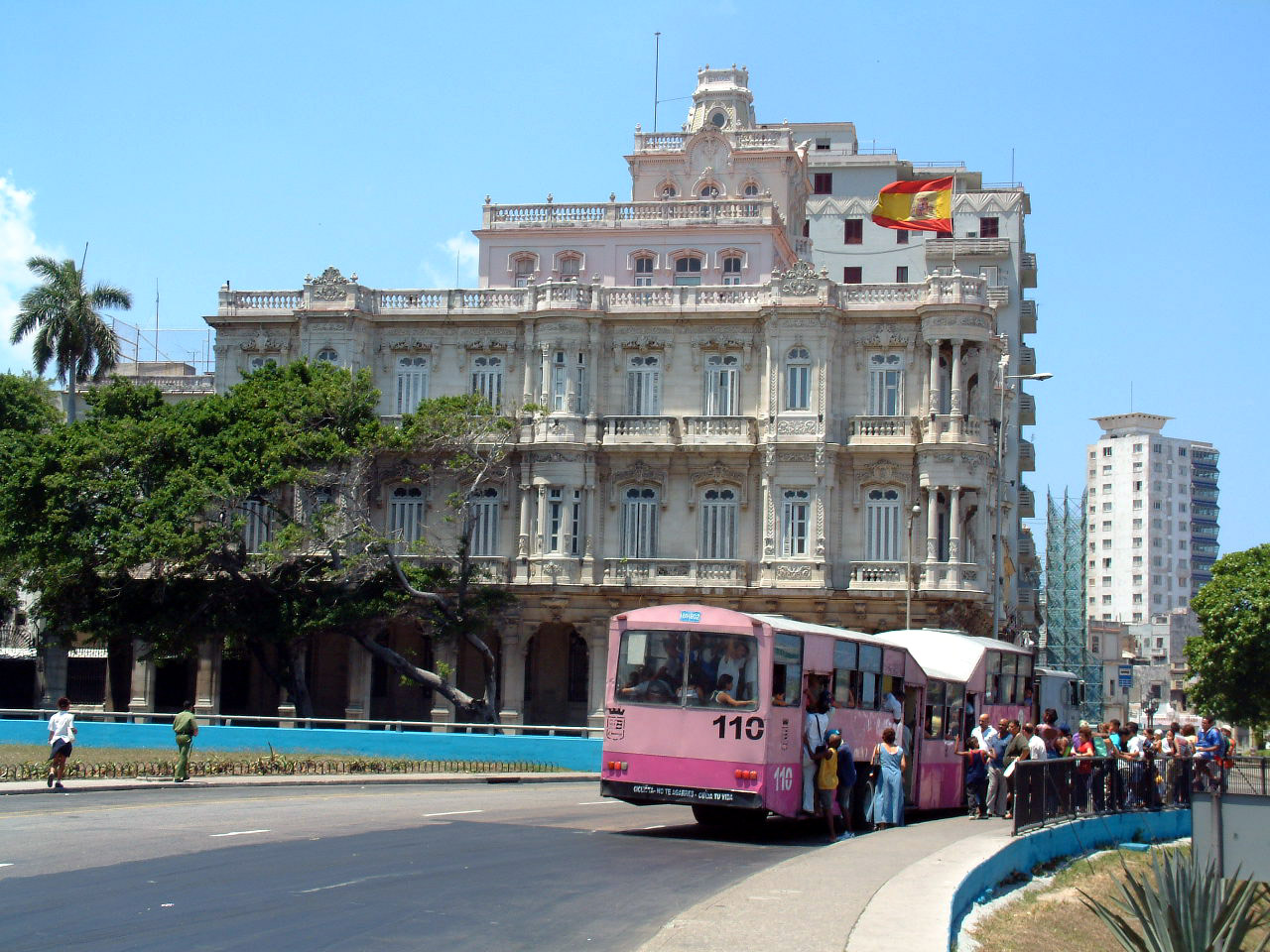
السفارة الإسبانية في هافانا

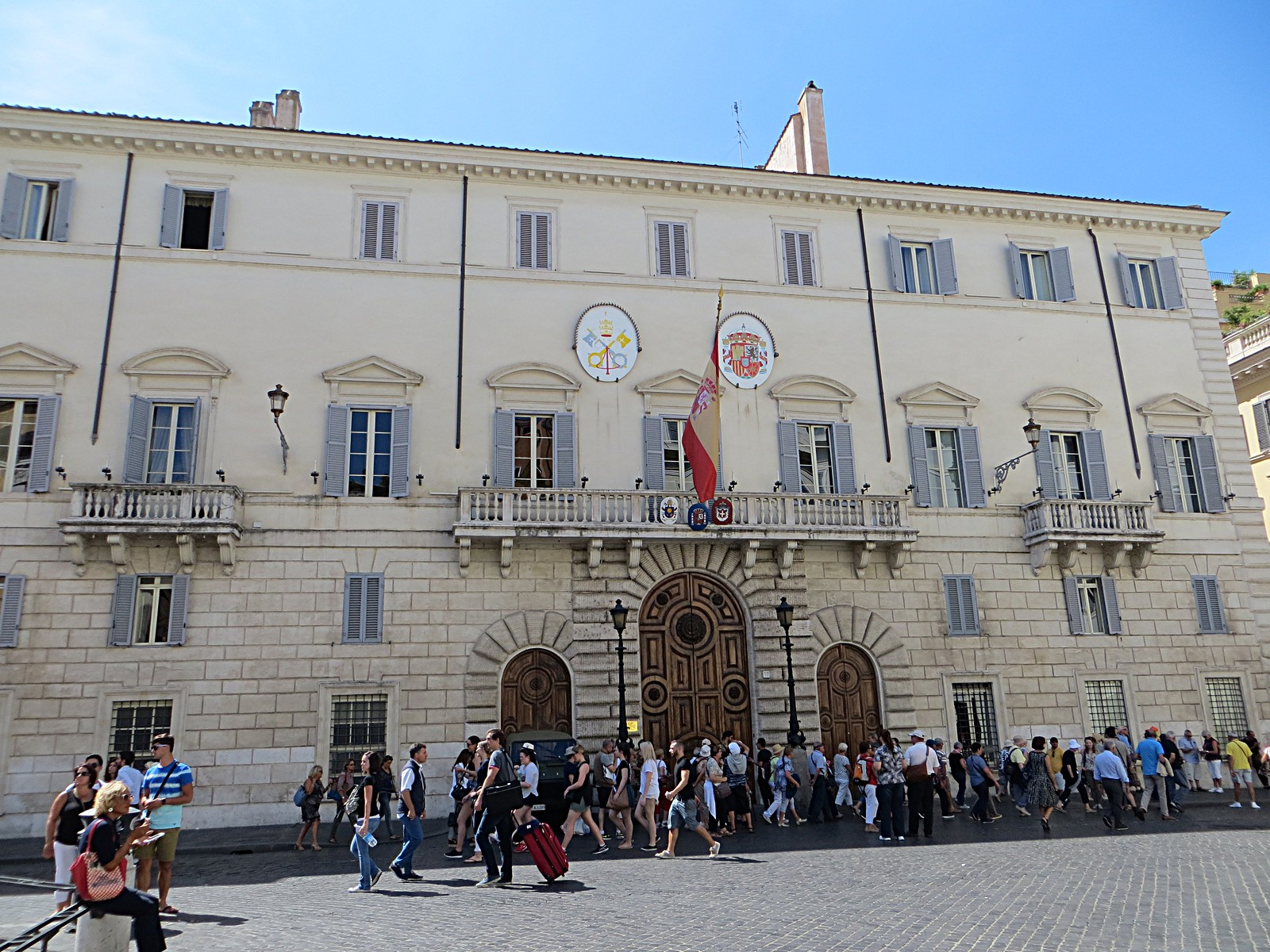
السفارة الإسبانية لدى الكرسي الرسولي

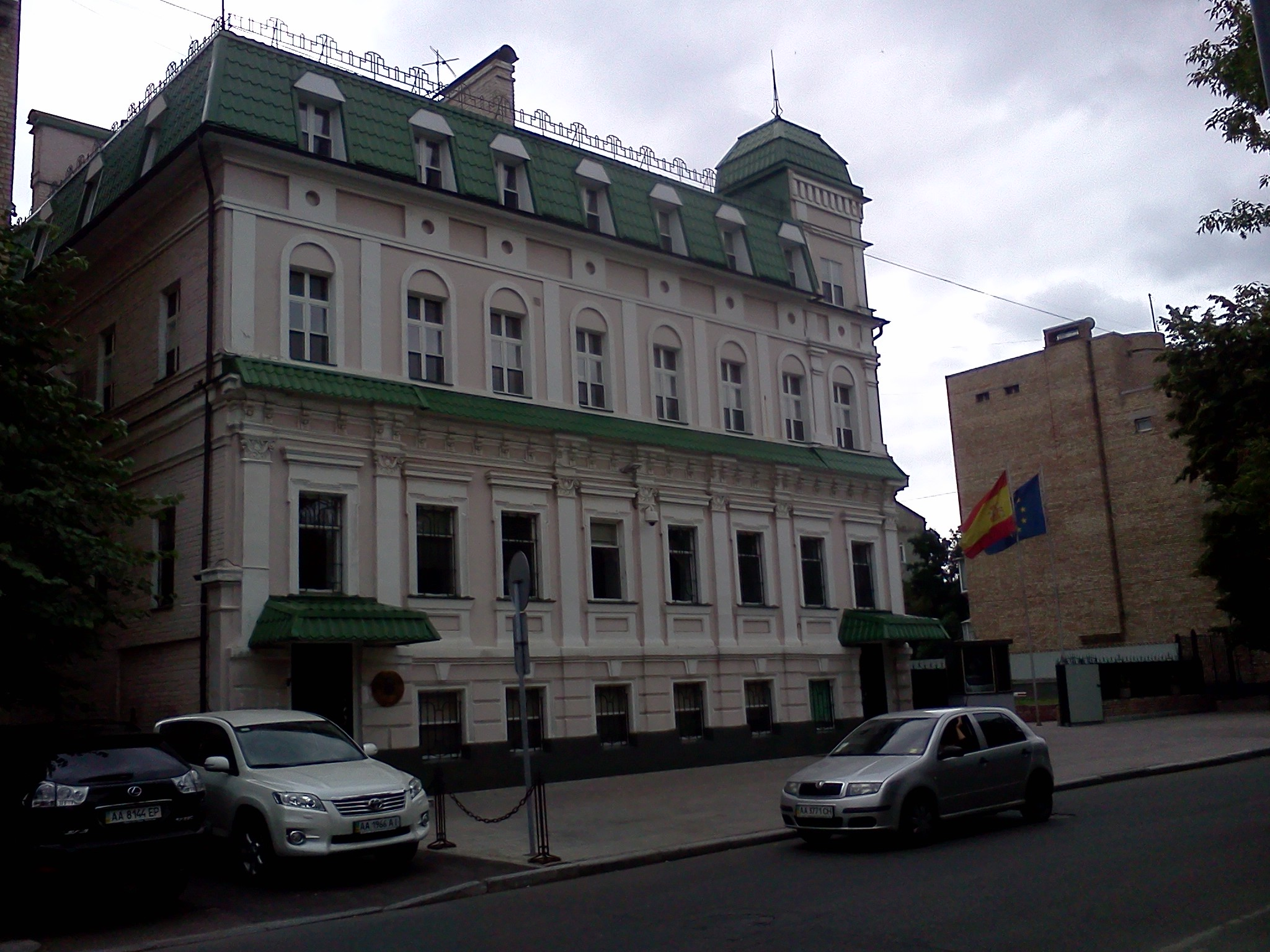
السفارة الإسبانية في كييف

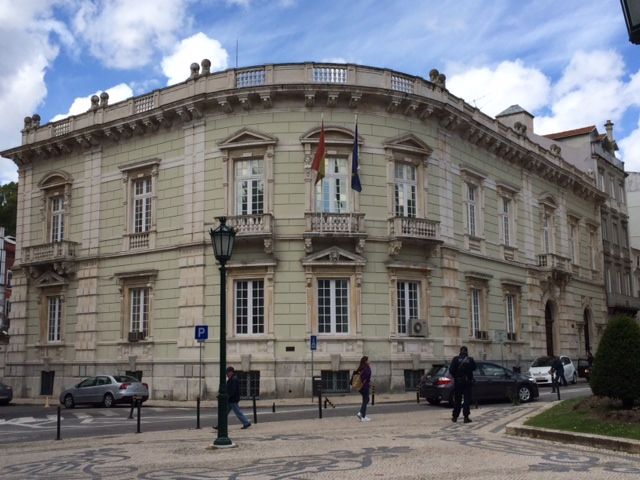
السفارة الإسبانية في لشبونة

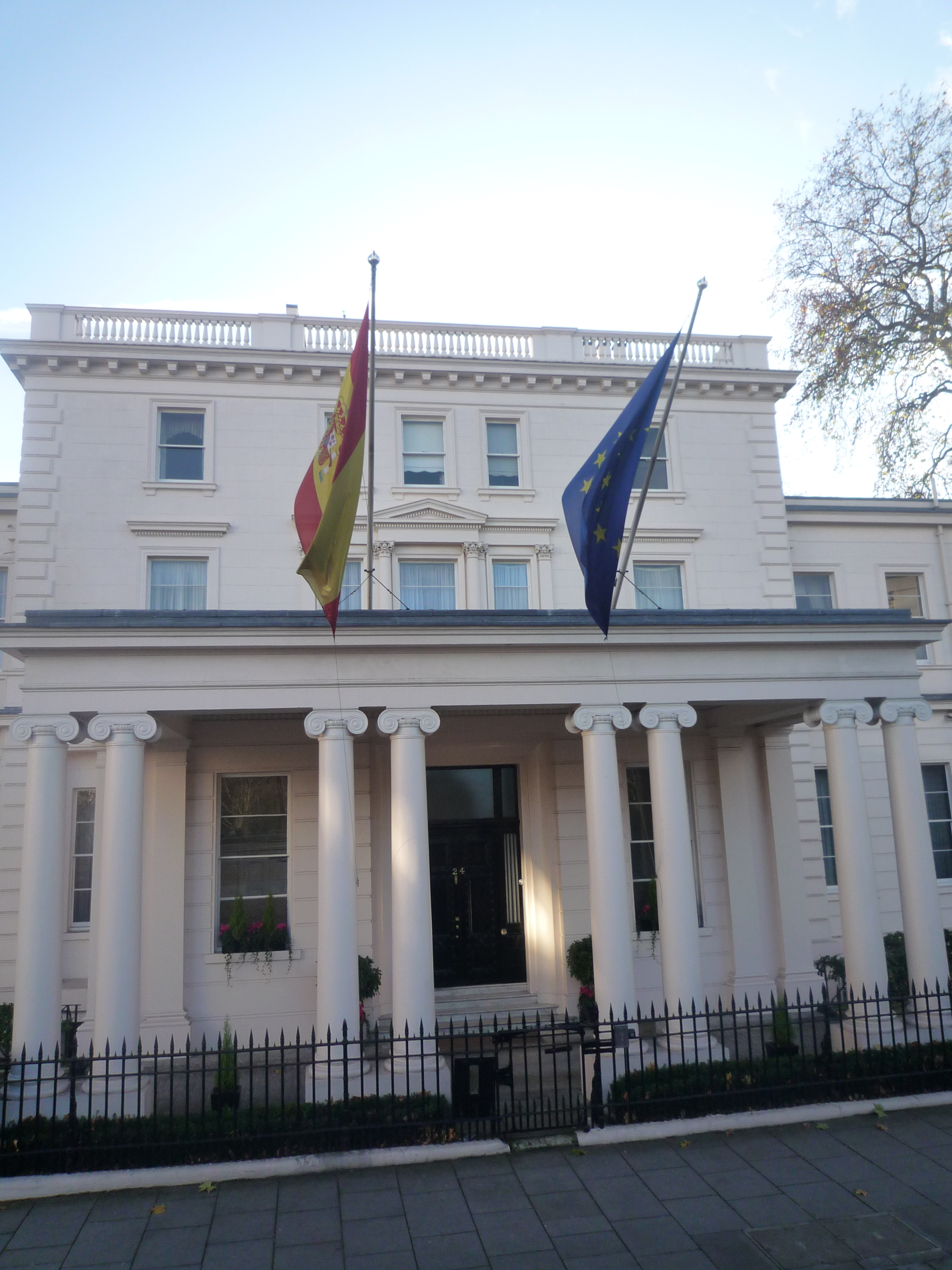
السفارة الإسبانية في لندن

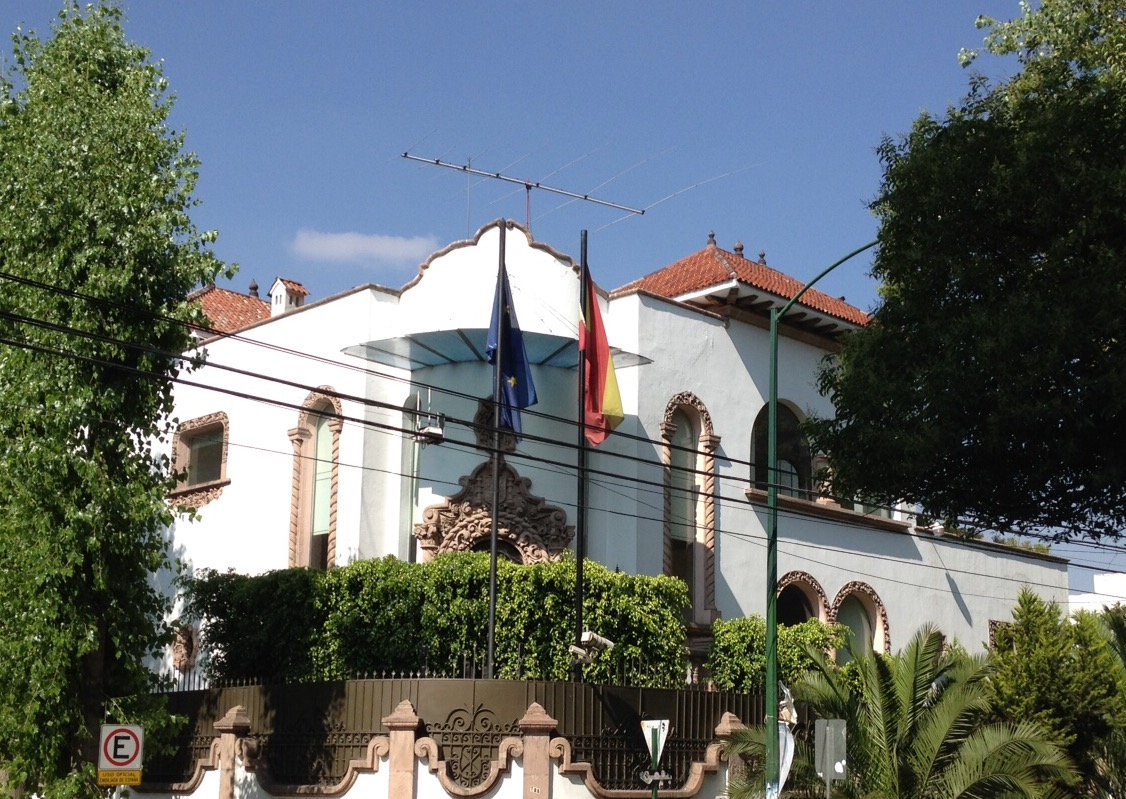
السفارة الإسبانية في مدينة مكسيكو

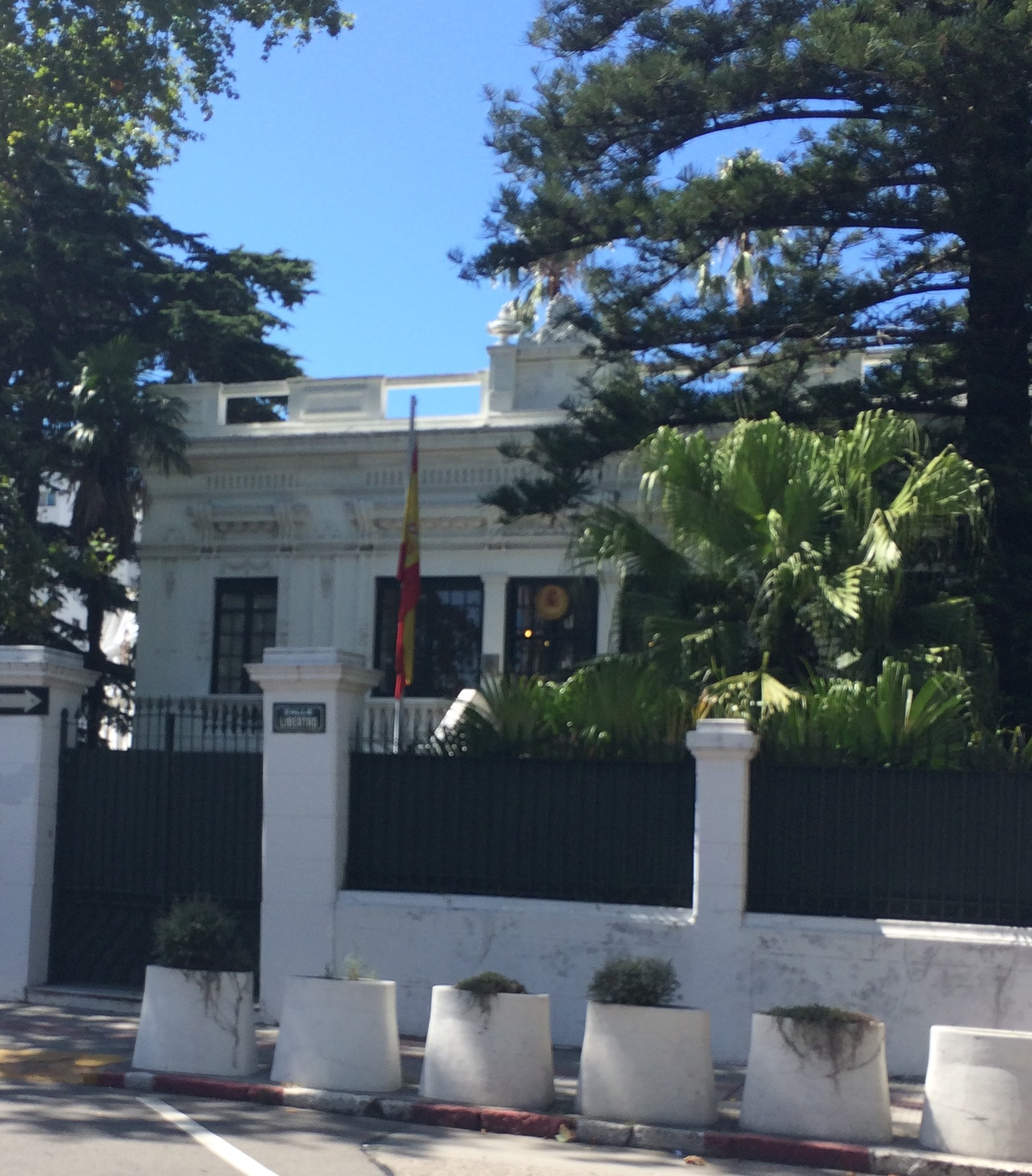
السفارة الإسبانية في مونتيفيديو

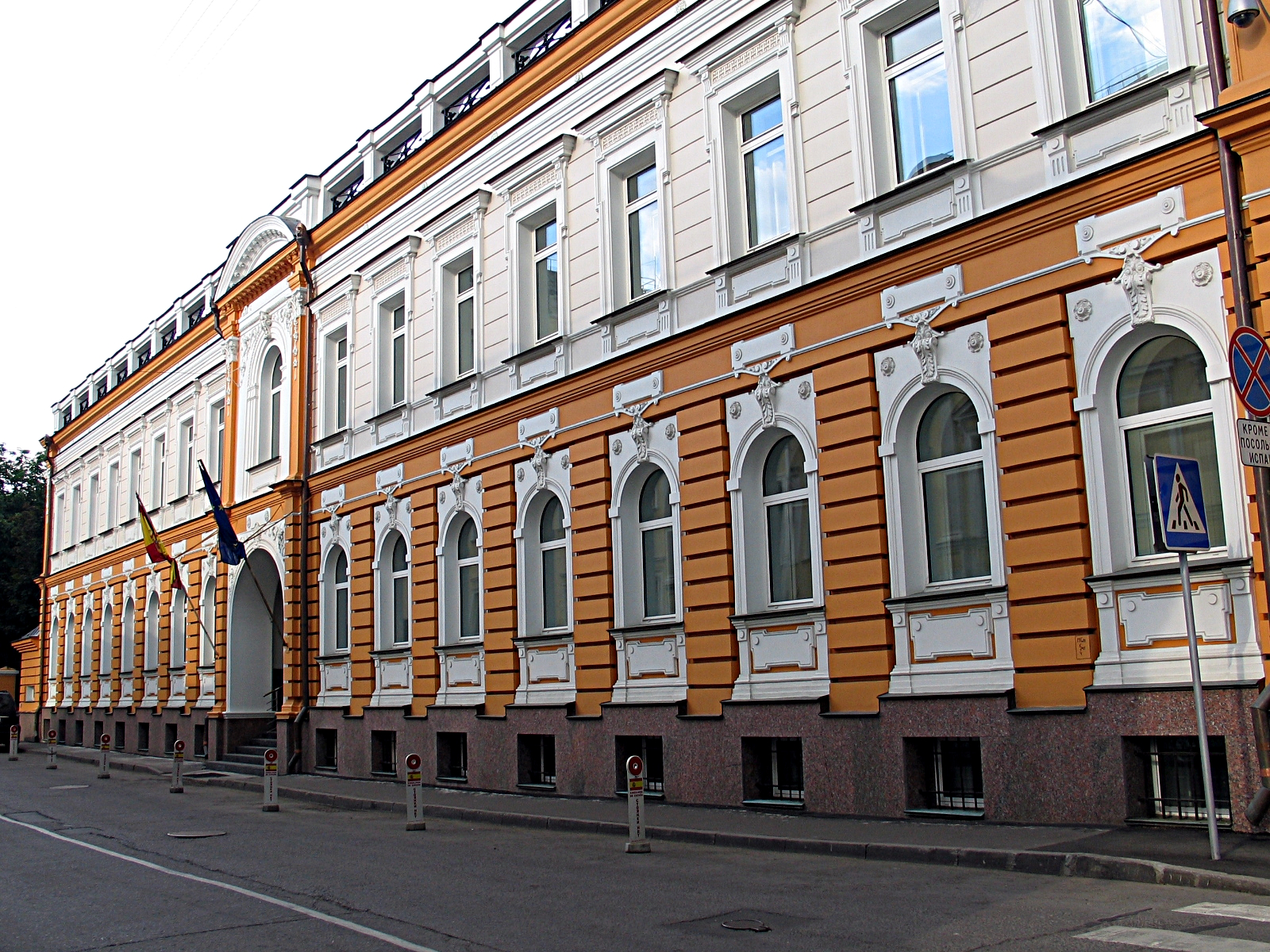
السفارة الإسبانية في موسكو

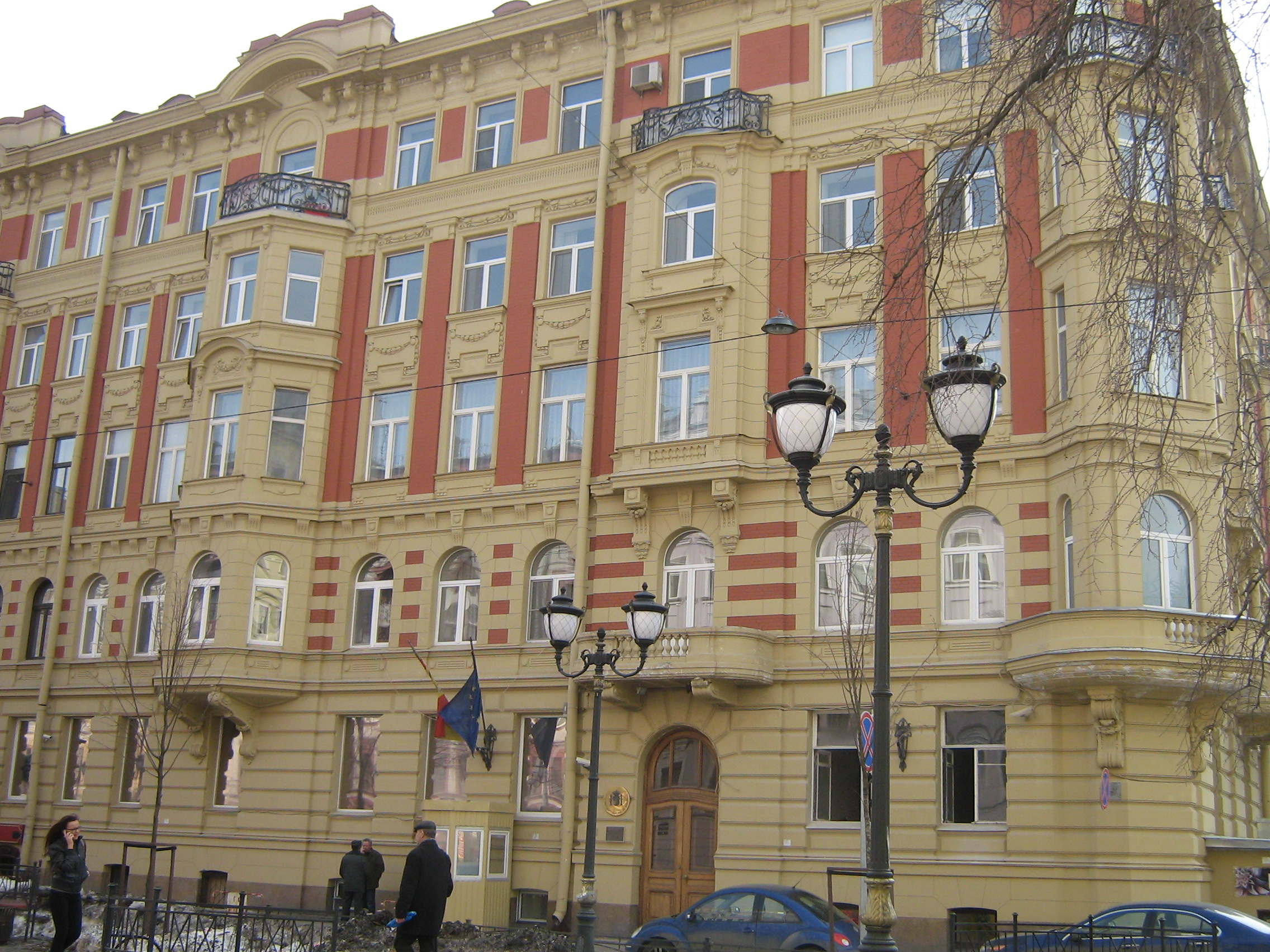
القنصلية العامة الإسبانية في سانت بطرسبرغ

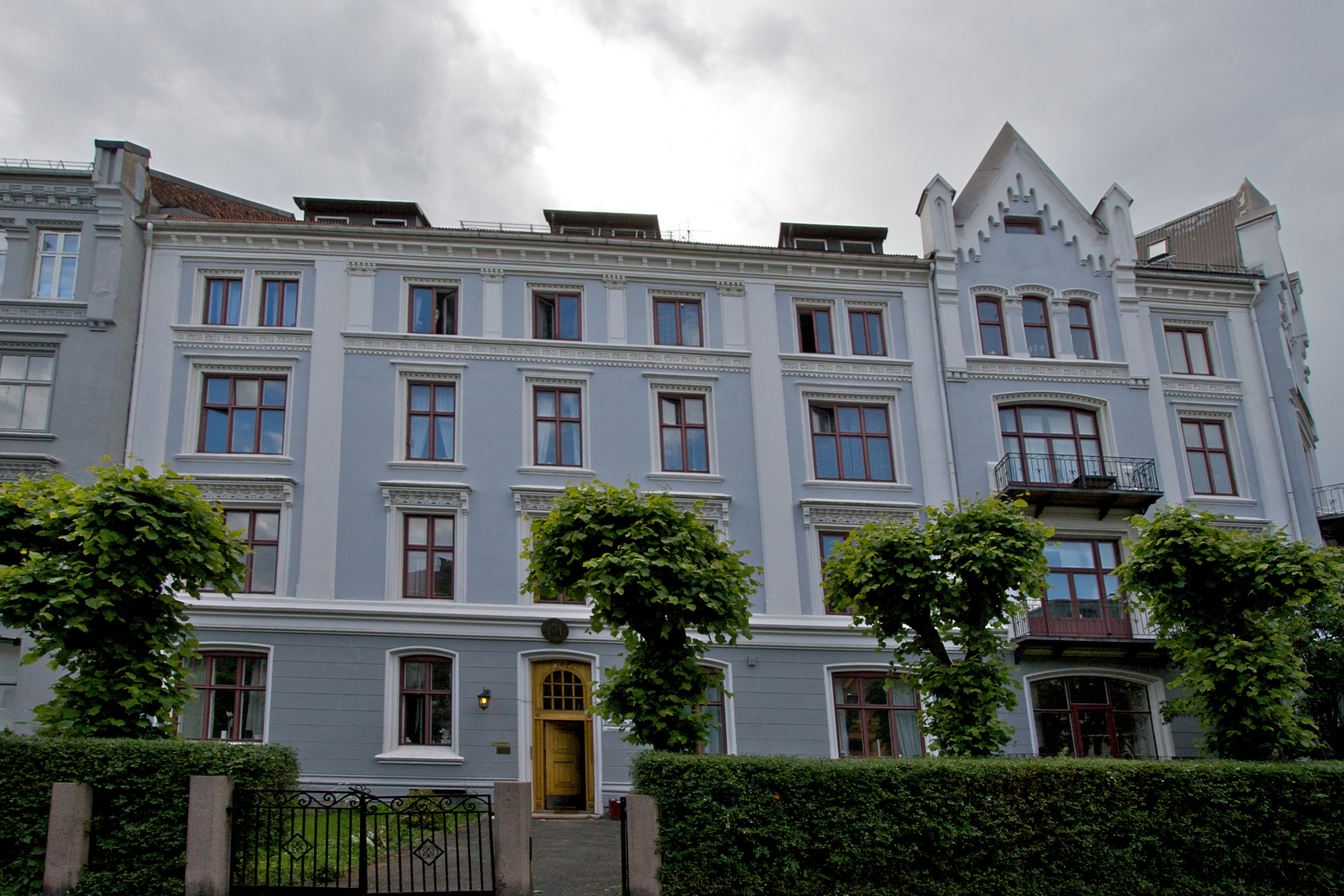
السفارة الإسبانية في أوسلو

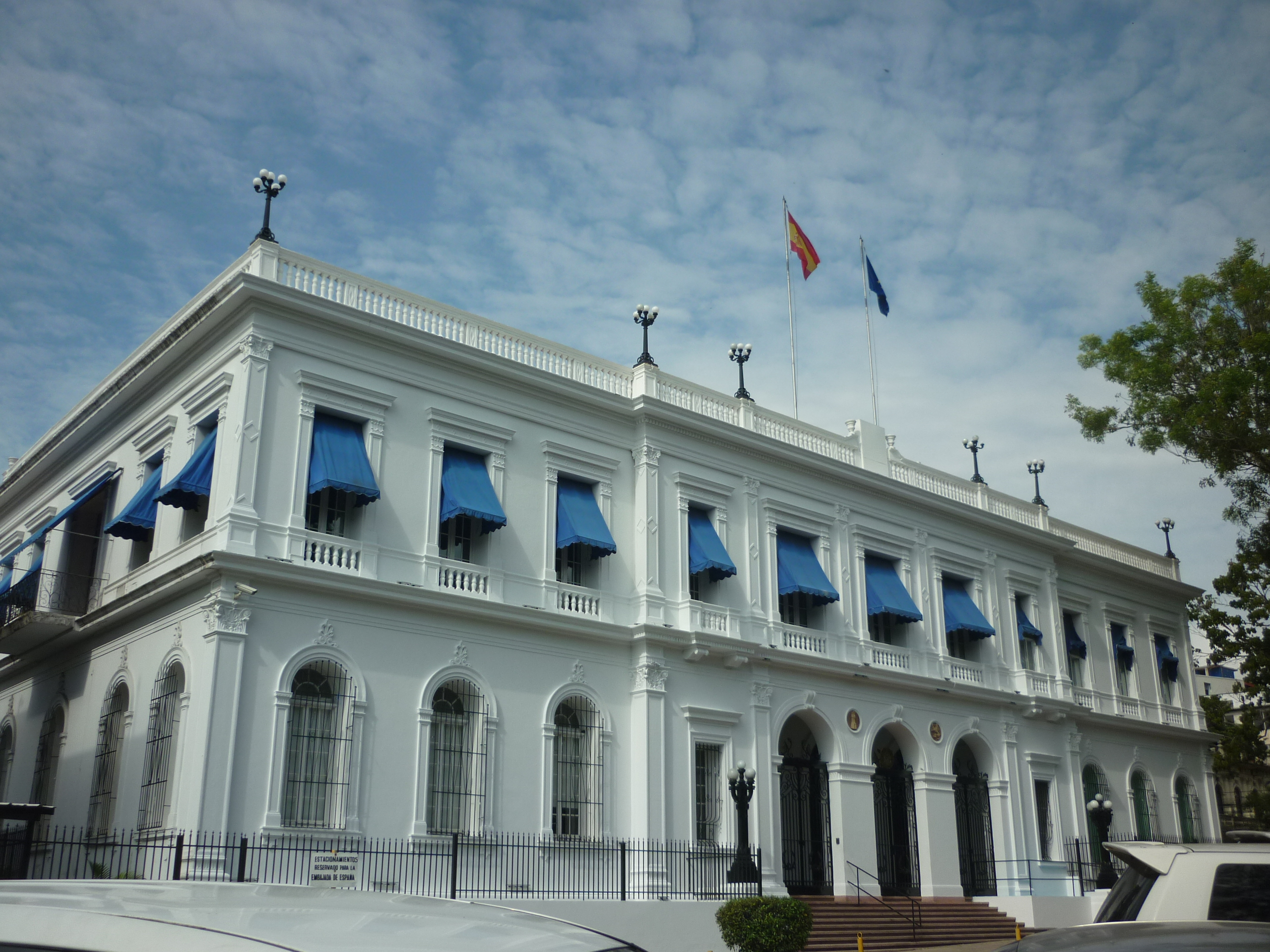
السفارة الإسبانية في مدينة بنما

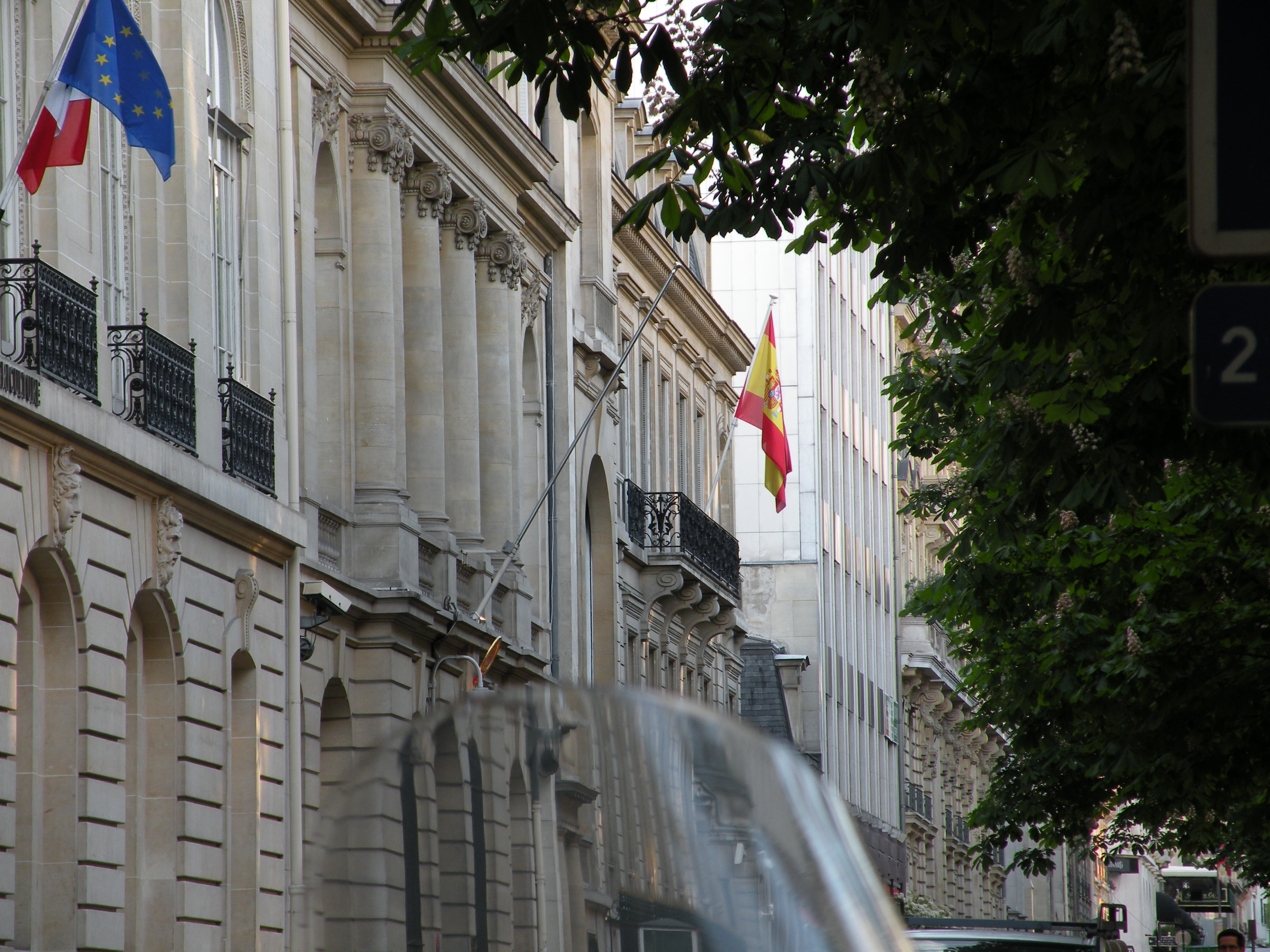
السفارة الإسبانية في باريس

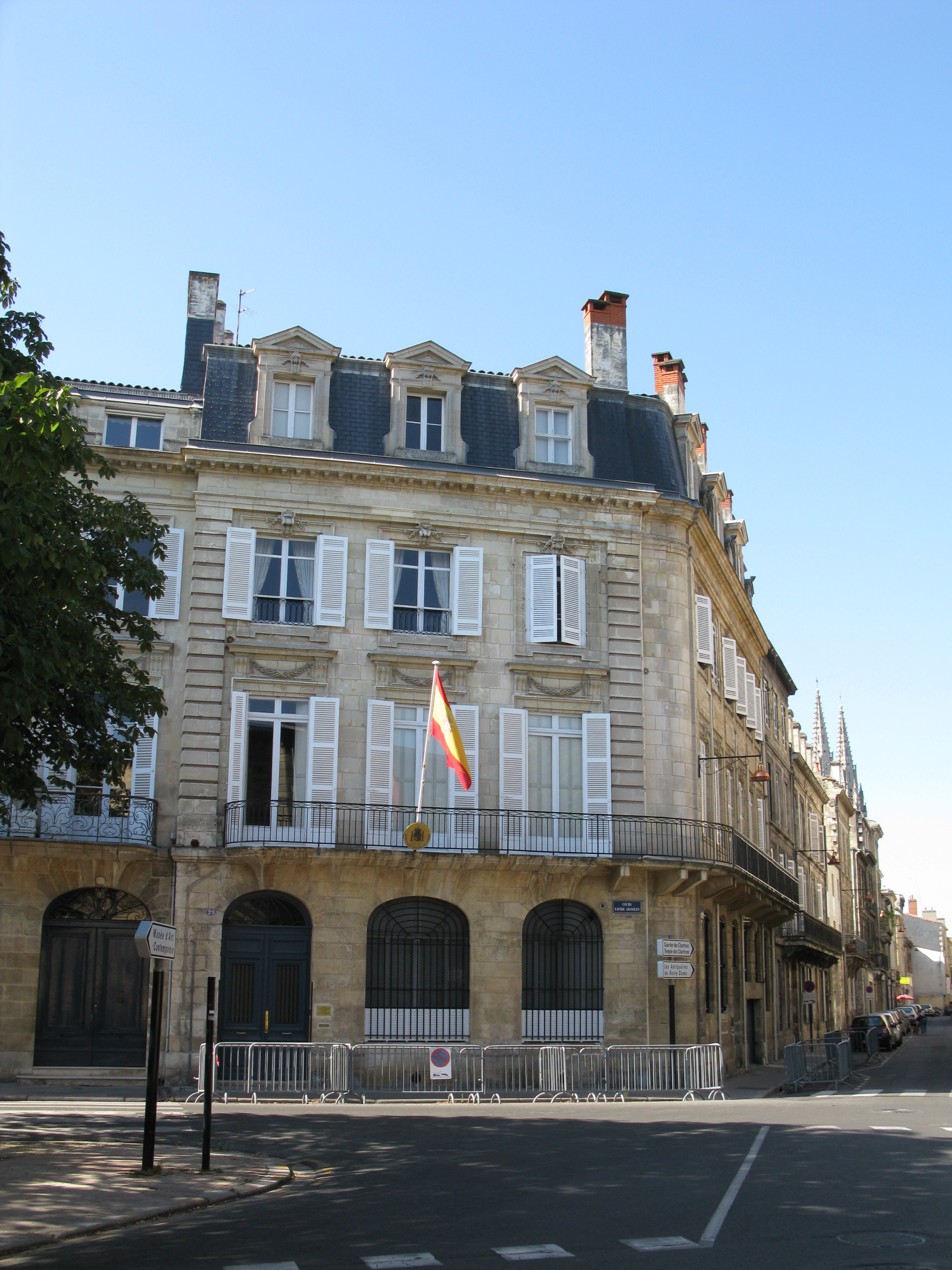
القنصلية العامة الإسبانية في بوردو

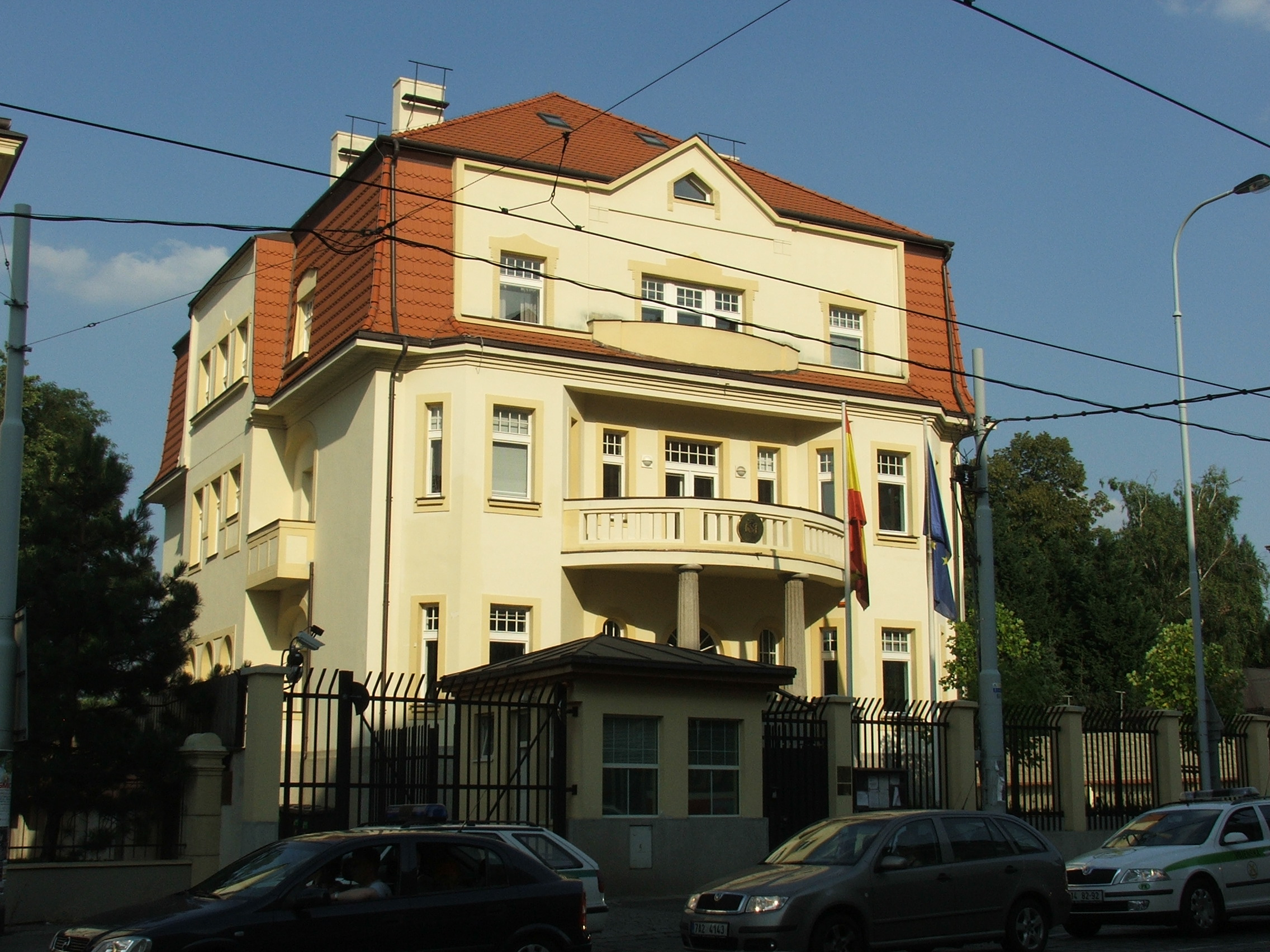
السفارة الإسبانية في براغ

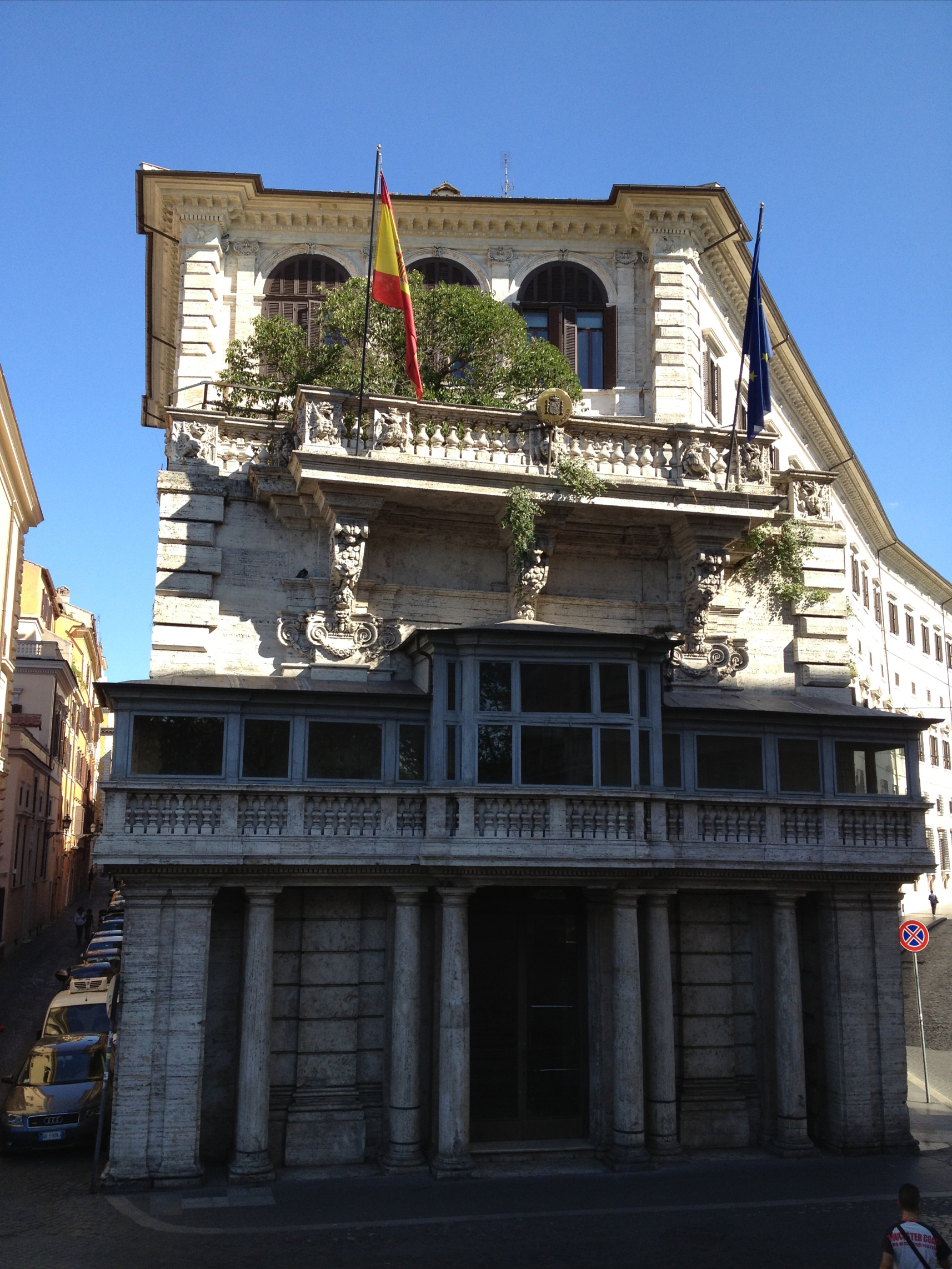
السفارة الإسبانية في روما

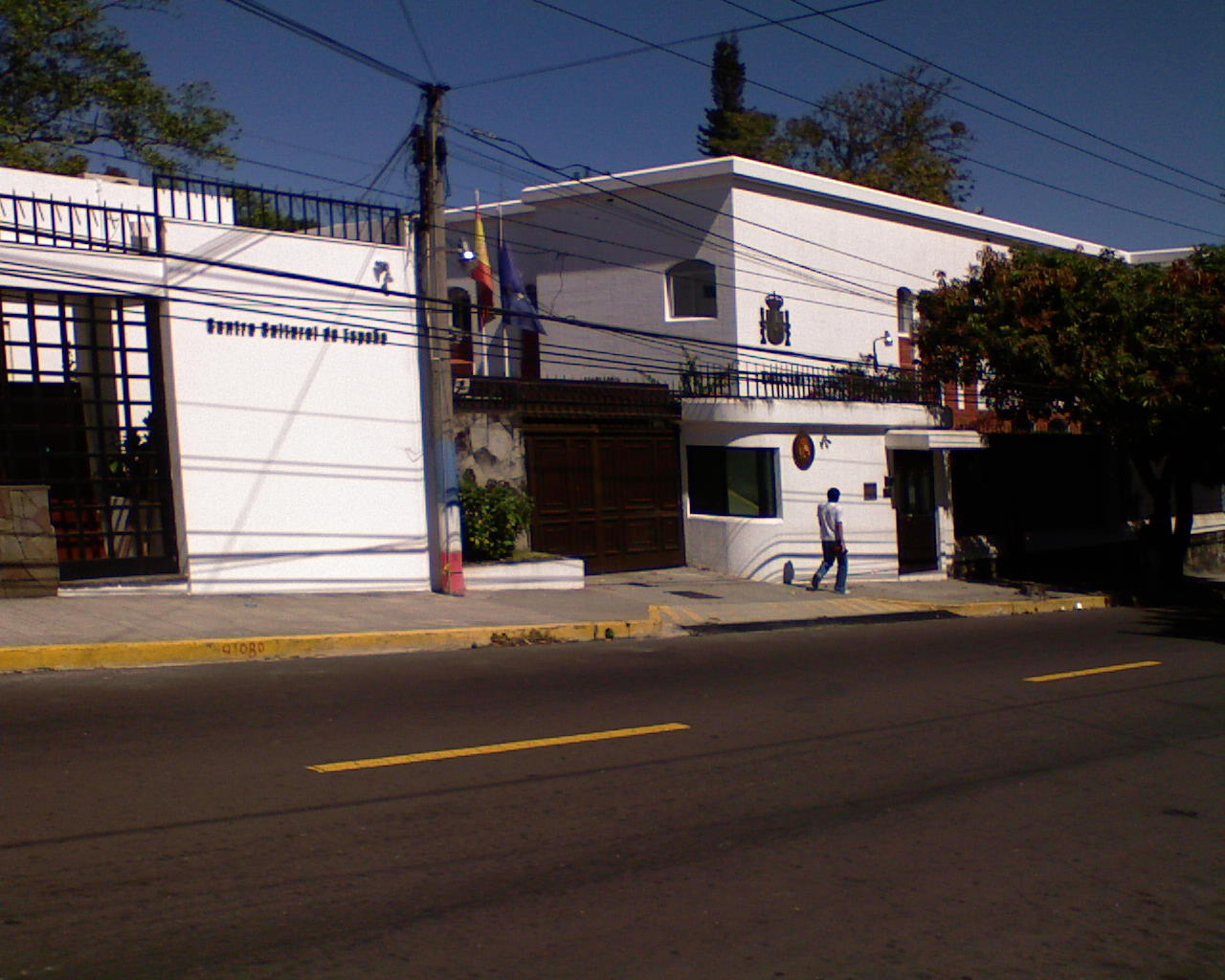
السفارة الإسبانية في سان سالفادور

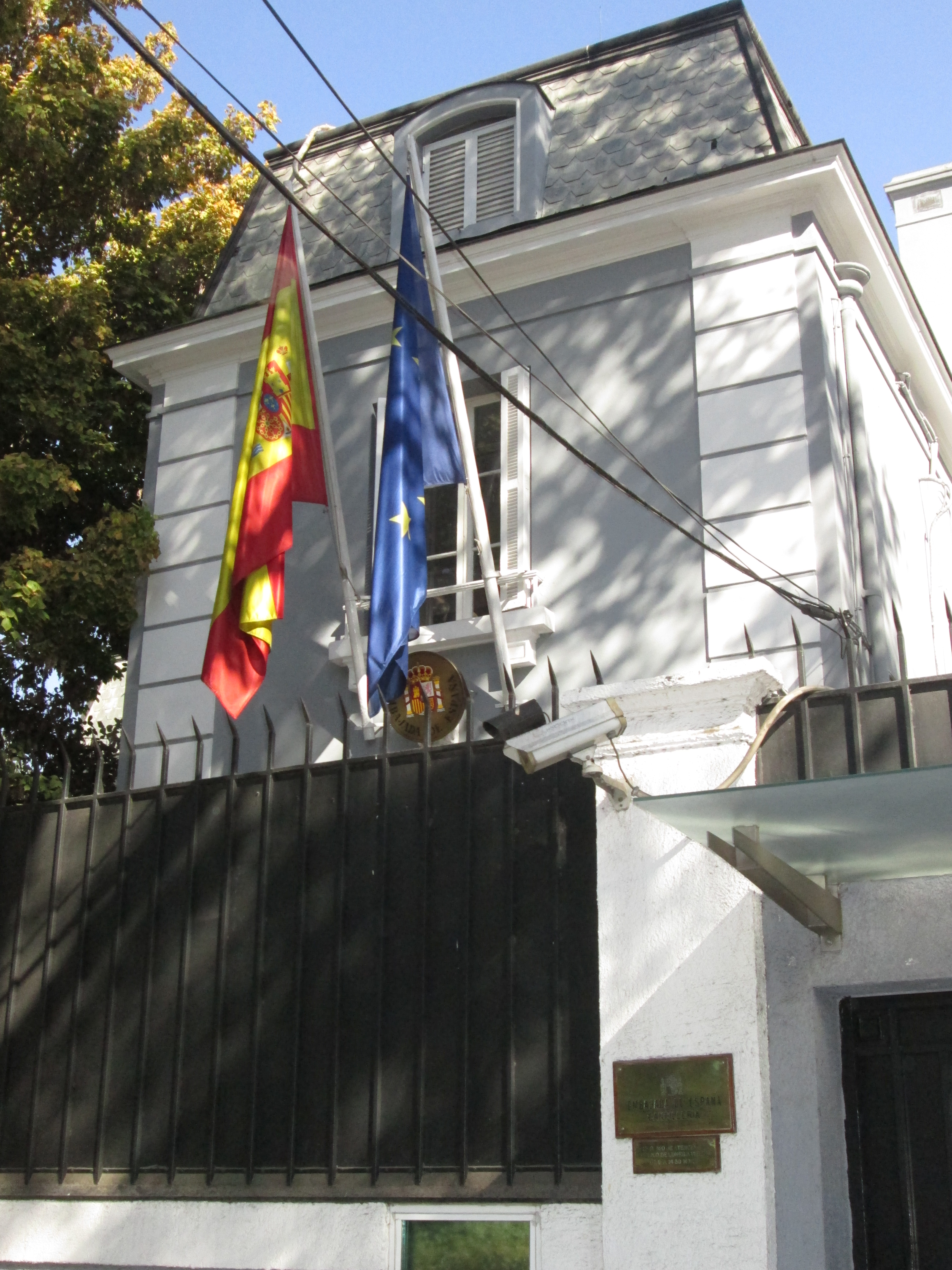
السفارة الإسبانية في سانتياغو

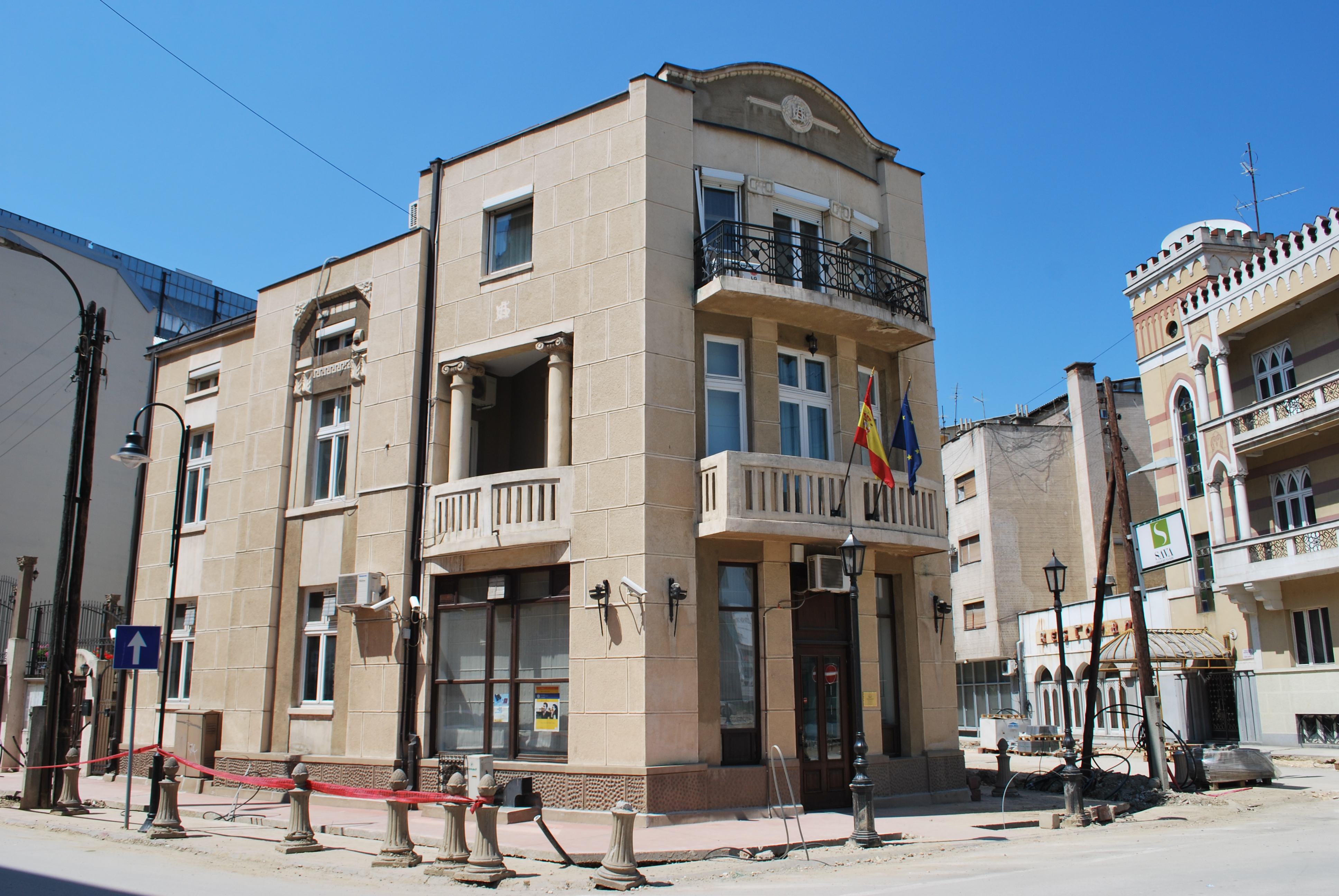
السفارة الإسبانية في سكوبيه

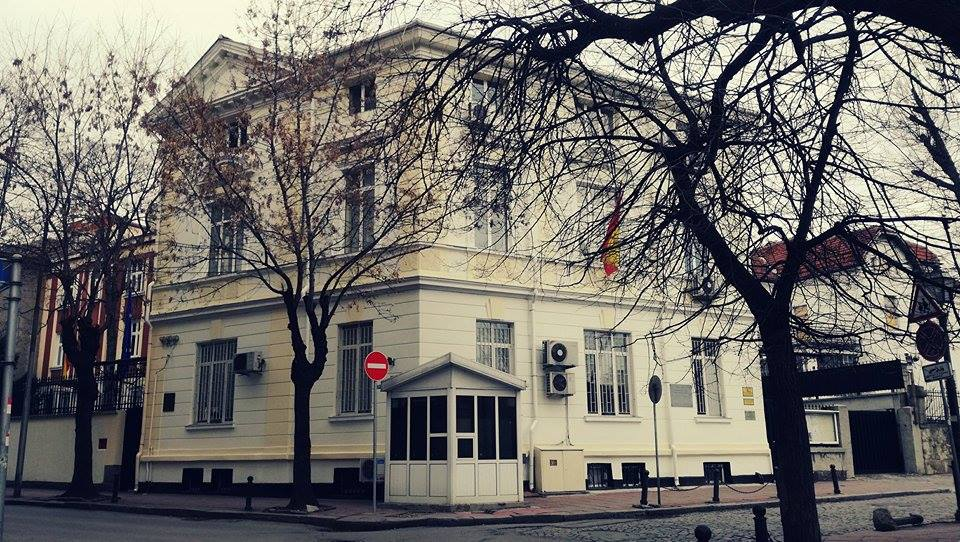
السفارة الإسبانية في صوفيا

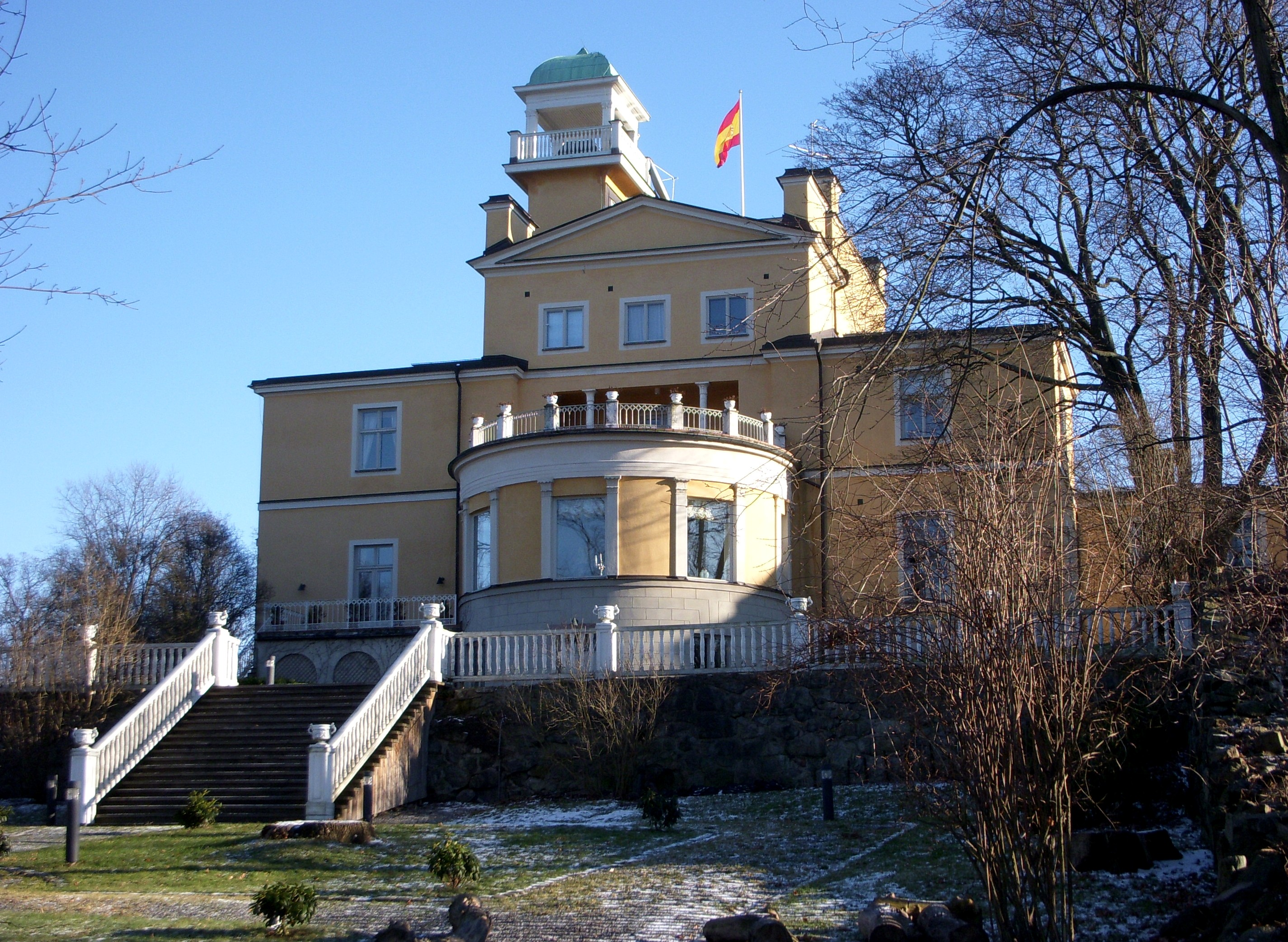
السفارة الإسبانية في ستوكهولم

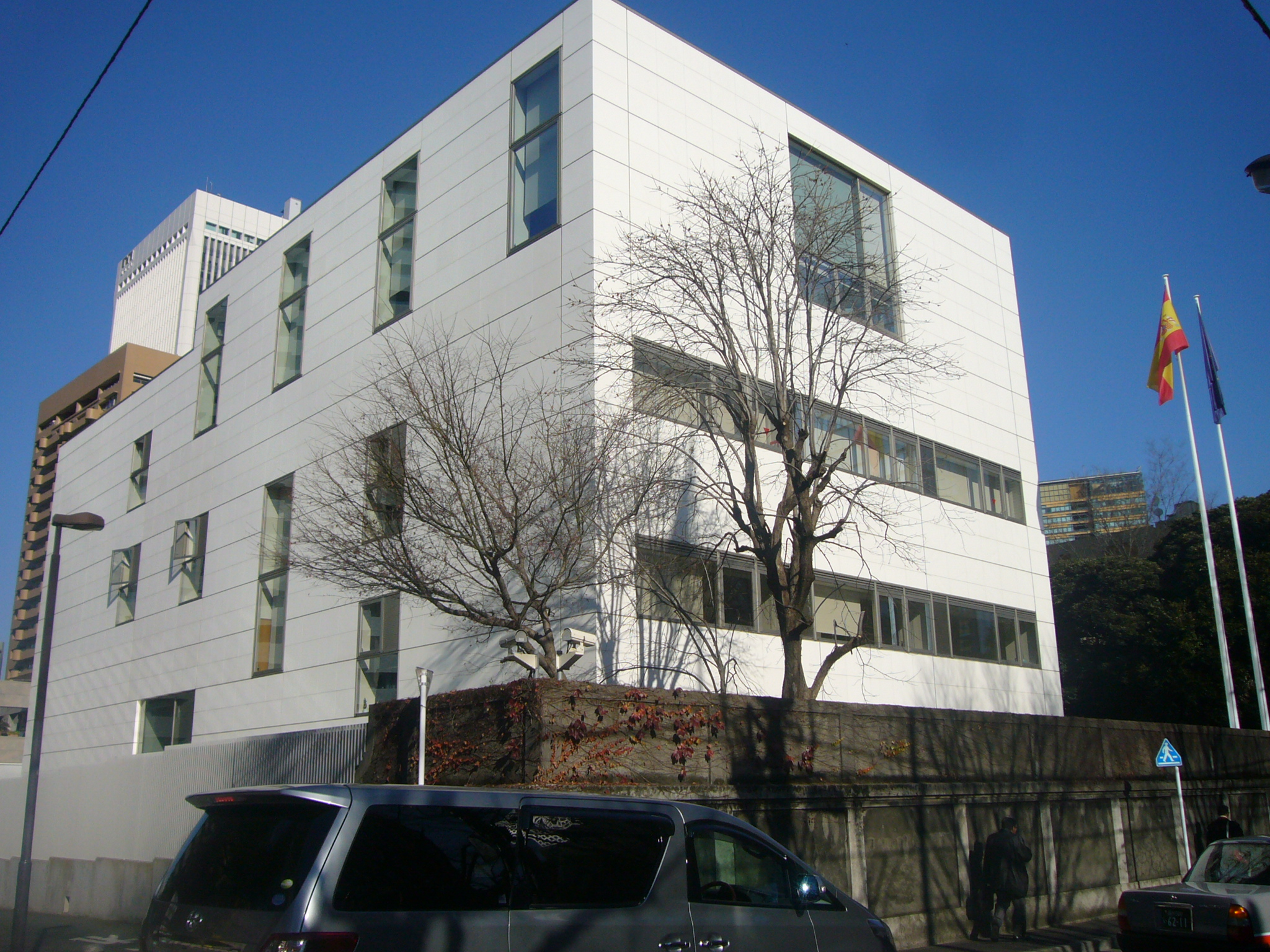
السفارة الإسبانية في طوكيو

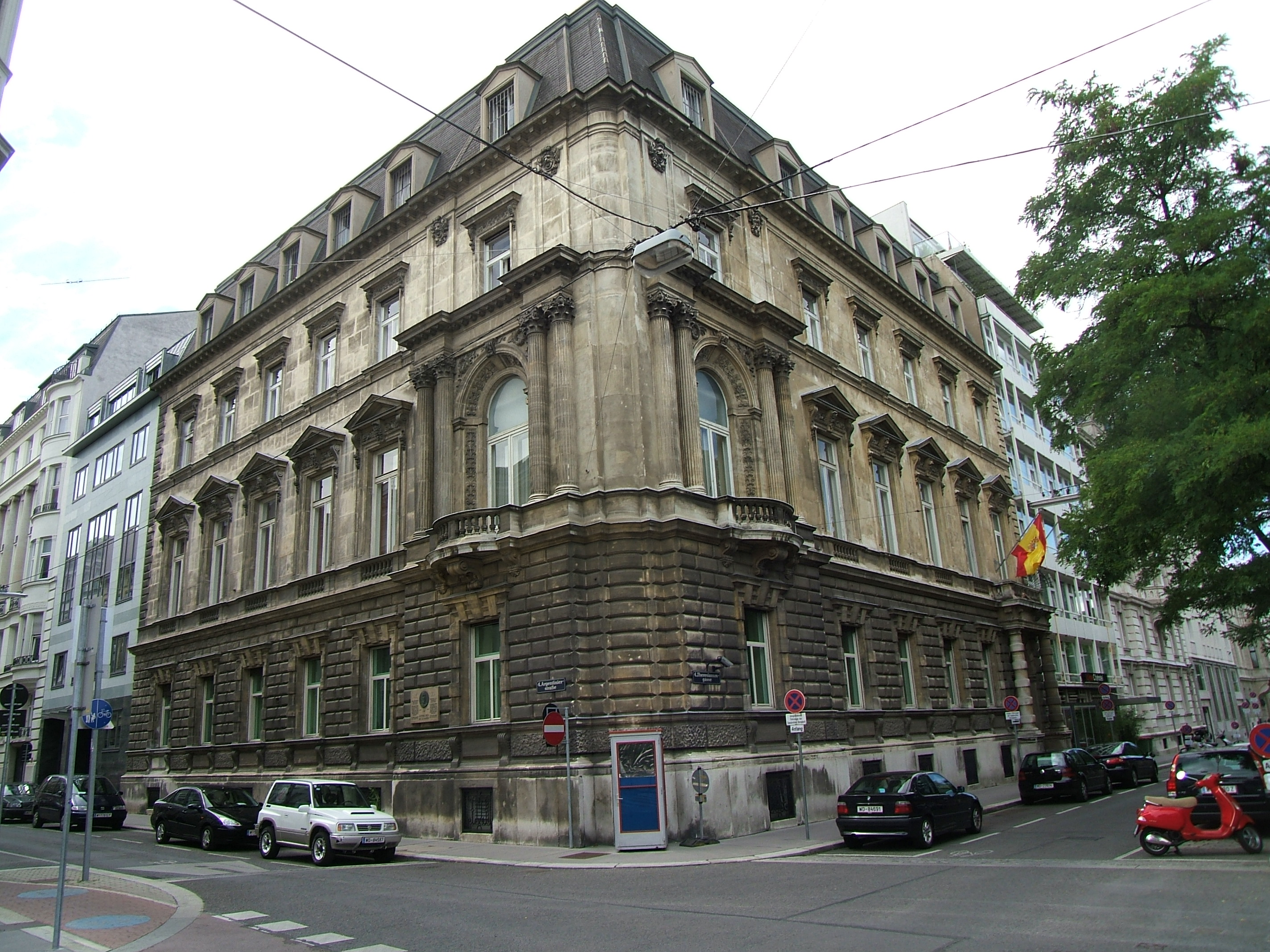
السفارة الإسبانية في فيينا

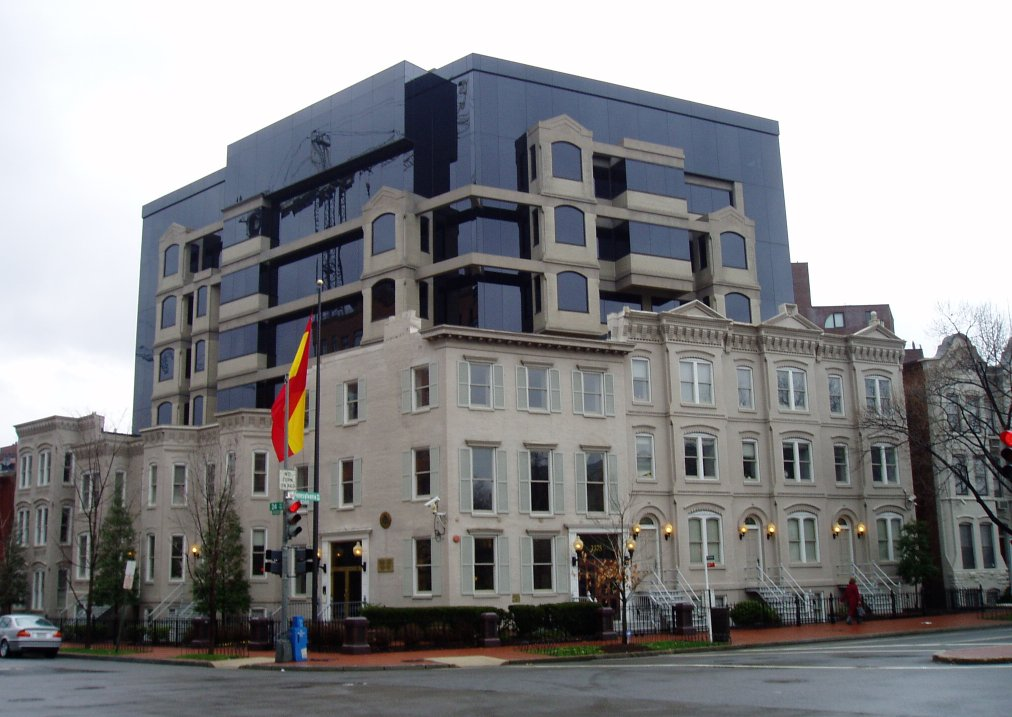
السفارة الإسبانية في واشنطن العاصمة

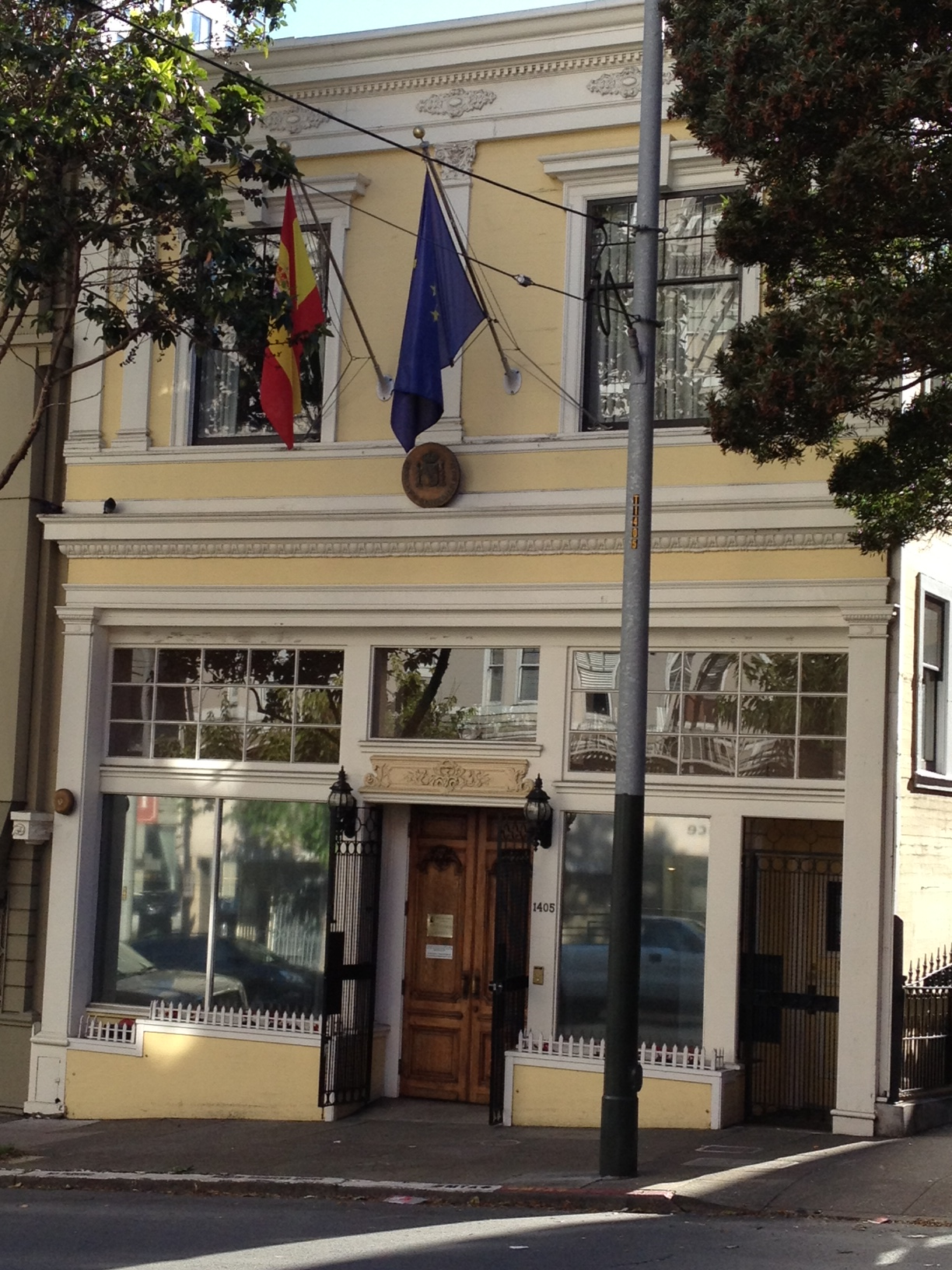
القنصلية العامة الإسبانية في سان فرانسيسكو

## أفريقيا
- الجزائر
  - الجزائر (سفارة)
  - وهران (قنصلية عامة)
- أنغولا
  - لواندا (سفارة)
- الكاميرون
  - ياوندي (سفارة)
- الرأس الأخضر
  - برايا (سفارة)
- ساحل العاج
  - أبيدجان (سفارة)
- جمهورية الكونغو الديمقراطية
  - كينشاسا (سفارة)
- مصر
  - القاهرة (سفارة)
  - الإسكندرية (قنصلية عامة)
- غينيا الاستوائية
  - مالابو (سفارة)
  - باتا (قنصلية عامة)
- إثيوبيا
  - أديس أبابا (سفارة)
- الغابون
  - ليبرفيل (سفارة)
- غامبيا
  - بانجول (مكتب سفارة)
- غانا
  - أكرا (سفارة)
- غينيا
  - كوناكري (سفارة)
- غينيا بيساو
  - بيساو (سفارة)
- كينيا
  - نيروبي (سفارة)
- ليبيا
  - طرابلس (سفارة)
- مالي
  - باماكو (سفارة)
- موريتانيا
  - نواكشوط (سفارة)
  - نواذيبو (قنصلية عامة)
- المغرب
  - الرباط (سفارة)
  - أكادير (قنصلية عامة)
  - الدار البيضاء (قنصلية عامة)
  - الناظور (قنصلية عامة)
  - طنجة (قنصلية عامة)
  - تطوان (قنصلية عامة)
  - العرائش (قنصلية)
- موزمبيق
  - مابوتو (سفارة)
- ناميبيا
  - ويندهوك (سفارة)
- النيجر
  - نيامي (سفارة)
- نيجيريا
  - أبوجا (سفارة)
  - لاغوس (قنصلية عامة)
- السنغال
  - داكار (سفارة)
- جنوب أفريقيا
  - بريتوريا (سفارة)
  - كيب تاون (سفارة/قنصلية عامة)
- السودان
  - الخرطوم (سفارة)
- تنزانيا
  - دار السلام (سفارة)
- تونس
  - تونس (سفارة)
- زيمبابوي
  - هراري (سفارة)

## الأمريكتين
- الأرجنتين
  - بوينس آيرس (سفارة)
  - باهيا بلانكا (قنصلية عامة)
  - كوردوبا (قنصلية عامة)
  - مندوزا (قنصلية عامة)
  - روساريو (قنصلية عامة)
- بوليفيا
  - لاباز (سفارة)
  - سانتا كروز دي لا سييرا (قنصلية عامة)
- البرازيل
  - برازيليا (سفارة)
  - بورتو أليغري (قنصلية عامة)
  - ريو دي جانيرو (قنصلية عامة)
  - سالفادور (قنصلية عامة)
  - ساو باولو (قنصلية عامة)
- كندا
  - أوتاوا (سفارة)
  - مونتريال (قنصلية عامة)
  - تورونتو (قنصلية عامة)
- تشيلي
  - سانتياغو (سفارة)
- كولومبيا
  - بوغوتا (سفارة)
  - كارتاخينا (قنصلية عامة)
- كوستاريكا
  - سان خوسيه (سفارة)
- كوبا
  - هافانا (سفارة)
- جمهورية الدومينيكان
  - سانتو دموينغو (سفارة)
- الإكوادور
  - كيتو (سفارة)
  - غواياكيل (قنصلية عامة)
- إلسالفادور
  - سان سالفادور (سفارة)
- غواتيمالا
  - مدينة غواتيمالا (سفارة)
- هايتي
  - بورت أو برنس (سفارة)
- هندوراس
  - تيجوسيجالبا (سفارة)
- جامايكا
  - كينغستون (سفارة)
- المكسيك
  - مدينة مكسيكو (سفارة)
  - غوادالاخارا (قنصلية عامة)
  - مونتيري (قنصلية عامة)
- نيكاراغوا
  - ماناغوا (سفارة)
- بنما
  - مدينة بنما (سفارة)
- باراغواي
  - أسونسيون (سفارة)
- بيرو
  - ليما (سفارة)
- ترينيداد وتوباغو
  - بورت أوف سبين (سفارة)
- الولايات المتحدة
  - واشنطن العاصمة (سفارة)
  - بوسطن (قنصلية عامة)
  - شيكاغو (قنصلية عامة)
  - هيوستن (قنصلية عامة)
  - لوس أنجلوس (قنصلية عامة)
  - ميامي (قنصلية عامة)
  - نيويورك (قنصلية عامة)
  - سان فرانسيسكو (قنصلية عامة)
  - سان خوان (قنصلية عامة)
- أوروغواي
  - مونتيفيديو (سفارة)
- فنزويلا
  - كاراكاس (سفارة)

## آسيا
- أفغانستان
  - كابل (سفارة)
- أذربيجان
  - باكو (سفارة)
- بنغلادش
  - داكا (سفارة)
- الصين
  - بكين (سفارة)
  - قوانتشو (قنصلية عامة)
  - هونغ كونغ (قنصلية عامة)
  - شانغهاي (قنصلية عامة)
- الهند
  - نيودلهي (سفارة)
  - مومباي (قنصلية عامة)
- إندونيسيا
  - جاكارتا (سفارة)
- إيران
  - طهران (سفارة)
- العراق
  - بغداد (سفارة)
- إسرائيل
  - تل أبيب (سفارة)
- دولة فلسطين
  - القدس (قنصلية عامة)
- اليابان
  - طوكيو (سفارة)
- الأردن
  - عمان (سفارة)
- كازاخستان
  - أستانا (سفارة)
- كوريا الجنوبية
  - سيئول (سفارة)
- الكويت
  - مدينة الكويت (سفارة)
- لبنان
  - بيروت (سفارة)
- ماليزيا
  - كوالالمبور (سفارة)
- عمان
  - مسقط (سفارة)
- باكستان
  - إسلام آباد (سفارة)
- الفلبين
  - مانيلا (سفارة)
- قطر
  - الدوحة (سفارة)
- السعودية
  - الرياض (سفارة)
- سنغافورة
  - سنغافورة (سفارة)
- جمهورية الصين (تايوان)
  - تايبيه (غرفة التجارة الإسبانية)
- تايلاند
  - بانكوك (سفارة)
- تركيا
  - أنقرة (سفارة)
  - إسطنبول (قنصلية عامة)
- الإمارات العربية المتحدة
  - أبوظبي (سفارة)
- فيتنام
  - هانوي (سفارة)

## أوروبا
- ألبانيا
  - تيرانا (سفارة)
- أندورا
  - أندورا لا فيلا (سفارة)
- النمسا
  - فيينا (سفارة)
- بلجيكا
  - بروكسل (سفارة)
- البوسنة والهرسك
  - ساراييفو (سفارة)
- بلغاريا
  - صوفيا (سفارة)
- كرواتيا
  - زغرب (سفارة)
- قبرص
  - نيقوسيا (سفارة)
- جمهورية التشيك
  - براغ (سفارة)
- الدنمارك
  - كوبنهاغن (سفارة)
- إستونيا
  - تالين (سفارة)
- فنلندا
  - هلسنكي (سفارة)
- فرنسا
  - باريس (سفارة)
  - بايون (قنصلية عامة)
  - بوردو (قنصلية عامة)
  - ليون (قنصلية عامة)
  - مونبلييه (قنصلية عامة)
  - مارسيليا (قنصلية عامة)
  - بو (قنصلية عامة)
  - بيربينيا (قنصلية عامة)
  - ستراسبورغ (قنصلية عامة)
  - تولوز (قنصلية عامة)
- ألمانيا
  - برلين (سفارة)
  - دوسلدورف (قنصلية عامة)
  - فرانكفورت (قنصلية عامة)
  - هامبورغ (قنصلية عامة)
  - هانوفر (قنصلية عامة)
  - ميونيخ (قنصلية عامة)
  - شتوتغارت (قنصلية عامة)
- اليونان
  - أثينا (سفارة)
- الكرسي الرسولي
  - روما (سفارة)
- المجر
  - بودابست (سفارة)
- أيرلندا
  - دبلن (سفارة)
- إيطاليا
  - روما (سفارة)
  - جنوة (قنصلية عامة)
  - ميلانو (قنصلية عامة)
  - نابولي (قنصلية عامة)
- لاتفيا
  - ريغا (سفارة)
- ليتوانيا
  - فيلنيوس (سفارة)
- لوكسمبورغ
  - لوكسمبورغ (سفارة)
- مقدونيا
  - سكوبيه (سفارة)
- مالطا
  - فاليتا (سفارة)
- هولندا
  - لاهاي (سفارة)
  - أمستردام (قنصلية عامة)
- النرويج
  - أوسلو (سفارة)
- بولندا
  - وارسو (سفارة)
- البرتغال
  - لشبونة (سفارة)
  - بورتو (قنصلية عامة)
  - فالسنا (قنصلية)
  - فيلا ريال دي سانتو أنتونيو (قنصلية)
- رومانيا
  - بوخارست (سفارة)
- روسيا
  - موسكو (سفارة)
  - سانت بطرسبرغ (قنصلية عامة)
- صربيا
  - بلغراد (سفارة)
- سلوفاكيا
  - براتيسلافا (سفارة)
- سلوفينيا
  - ليوبليانا (سفارة)
- السويد
  - ستوكهولم (سفارة)
- سويسرا
  - برن (سفارة)
  - جنيف (قنصلية عامة)
  - زيوريخ (قنصلية عامة)
- أوكرانيا
  - كييف (سفارة)
- المملكة المتحدة
  - لندن (سفارة)
  - إدنبرة (قنصلية عامة)

## أوقيانوسيا
- أستراليا
  - كانبرا (سفارة)
  - ملبورن (قنصلية عامة)
  - سيدني (قنصلية عامة)
- نيوزيلندا
  - ويلينغتون (سفارة)

## منظمات متعددة الأطراف
- أديس أبابا (مراقب دائم لدى الاتحاد الأفريقي)
- بروكسل (بعثات دائمة لدى الاتحاد الأوروبي والناتو)
- جنيف (بعثات دائمة لدى الأمم المتحدة ومنظمات دولية أخرى)
- نيروبي (بعثات دائمة لدى الأمم المتحدة ومنظمات دولية أخرى)
- نيويورك (بعثة دائمة لدى الأمم المتحدة)
- باريس (بعثة لدى منظمة التعاون الاقتصادي والتنمية واليونسكو)
- روما (بعثة دائمة لدى منظمة الأغذية والزراعة)
- ستراسبورغ (بعثة دائمة لدى مجلس أوروبا)
- فيينا (بعثة دائمة لدى الأمم المتحدة)
- واشنطن العاصمة (مراقب دائم لدى منظمة الدول الأمريكية)